# ロイヤル・スコットランド連隊

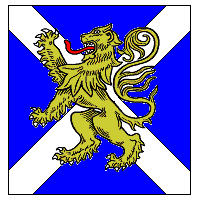
連隊の識別章

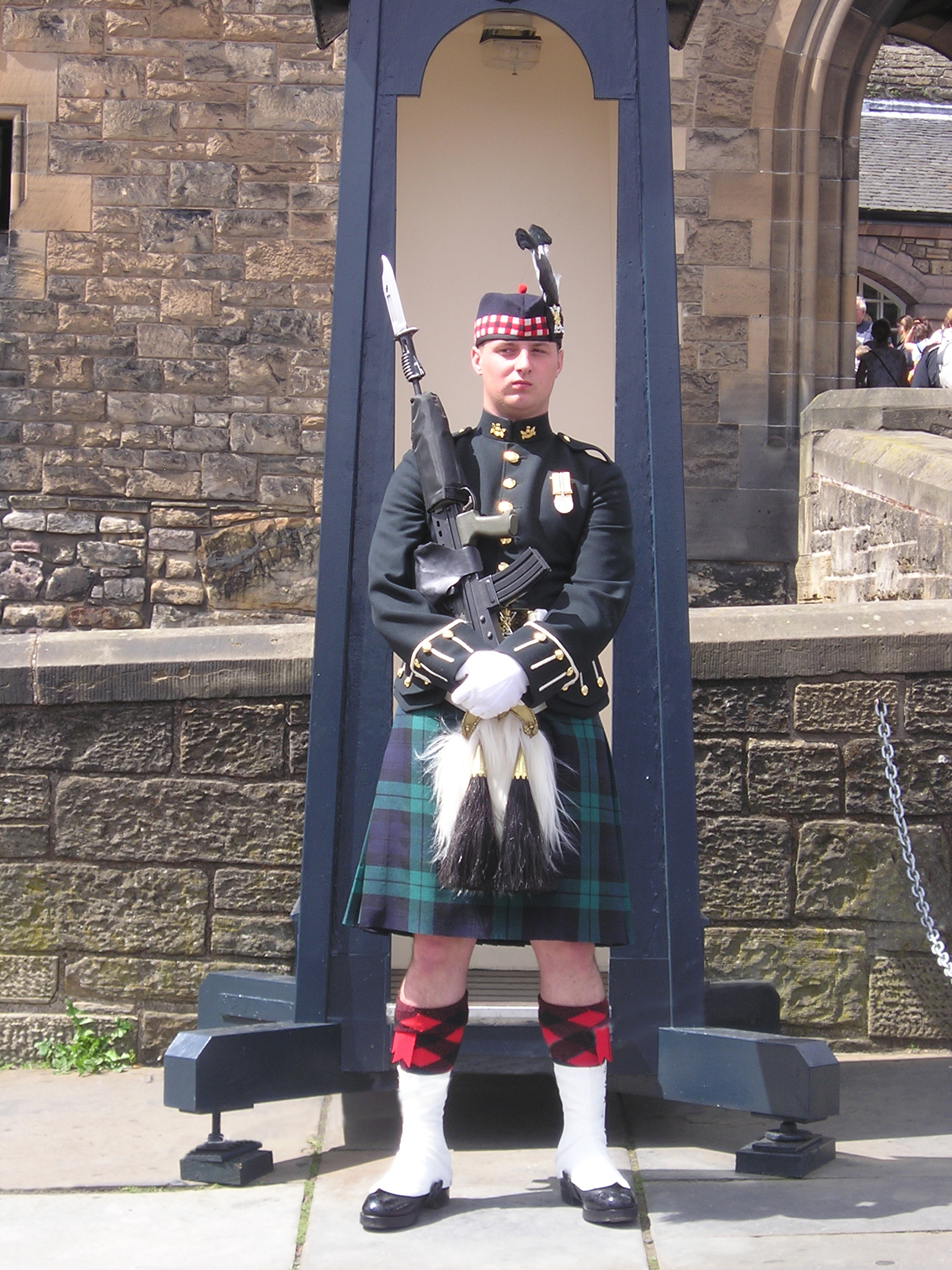
エディンバラ城を警備するロイヤル・スコットランド連隊兵士

ロイヤル・スコットランド連隊（Royal Regiment of Scotland）はスコットランドの歩兵連隊である。複数の1個大隊編成の連隊を統合して複数大隊編成とした、現在のイギリス陸軍における新しいタイプの大型連隊（Large regiment）の一つで、14のスコットランド歩兵連隊が統合を繰り返して2006年に編成された。統合された連隊の番号を繋げると、第1, 21, 25, 42, 71, 72, 73, 74, 75, 78, 79, 91, 92, 93歩兵連隊となる。

## 沿革
かつて存在していた、スコッツガーズを除く16（第 1, 21, 25, 26, 42, 71, 72, 73, 74, 75, 78, 79, 90, 91, 92, 93 の各歩兵連隊）のスコットランド歩兵連隊は9個に統合され、1968年にスコットランド師団（Scottish Division）の配下となったが、同年キャメロニアン（スコットランド・ライフル）連隊(Cameronians (Scottish Rifles)／26, 90歩兵)が廃止された。
その後他の連隊の一部も統合されてロイヤル・スコッツ（1）、キングズ・オウン・スコティッシュ・ボーダラーズ（25）、ロイヤル・ハイランド・フュージリアーズ（21,71,74）、ブラックウォッチ（42,73）、ハイランダーズ（72,75,78,79,92）及びアーガイル・アンド・サザーランド・ハイランダーズ（91,93）の6個になった。
2006年、これらの連隊が予備役連隊の第51ハイランド・ボランティアーズ（51st Highland Volunteers）及び第52ローランド連隊（52nd Lowland）と統合され、5個の正規歩兵大隊と2個の予備役大隊から成るロイヤル・スコットランド連隊（Royal Regiment of Scotland）となった。

## 概要

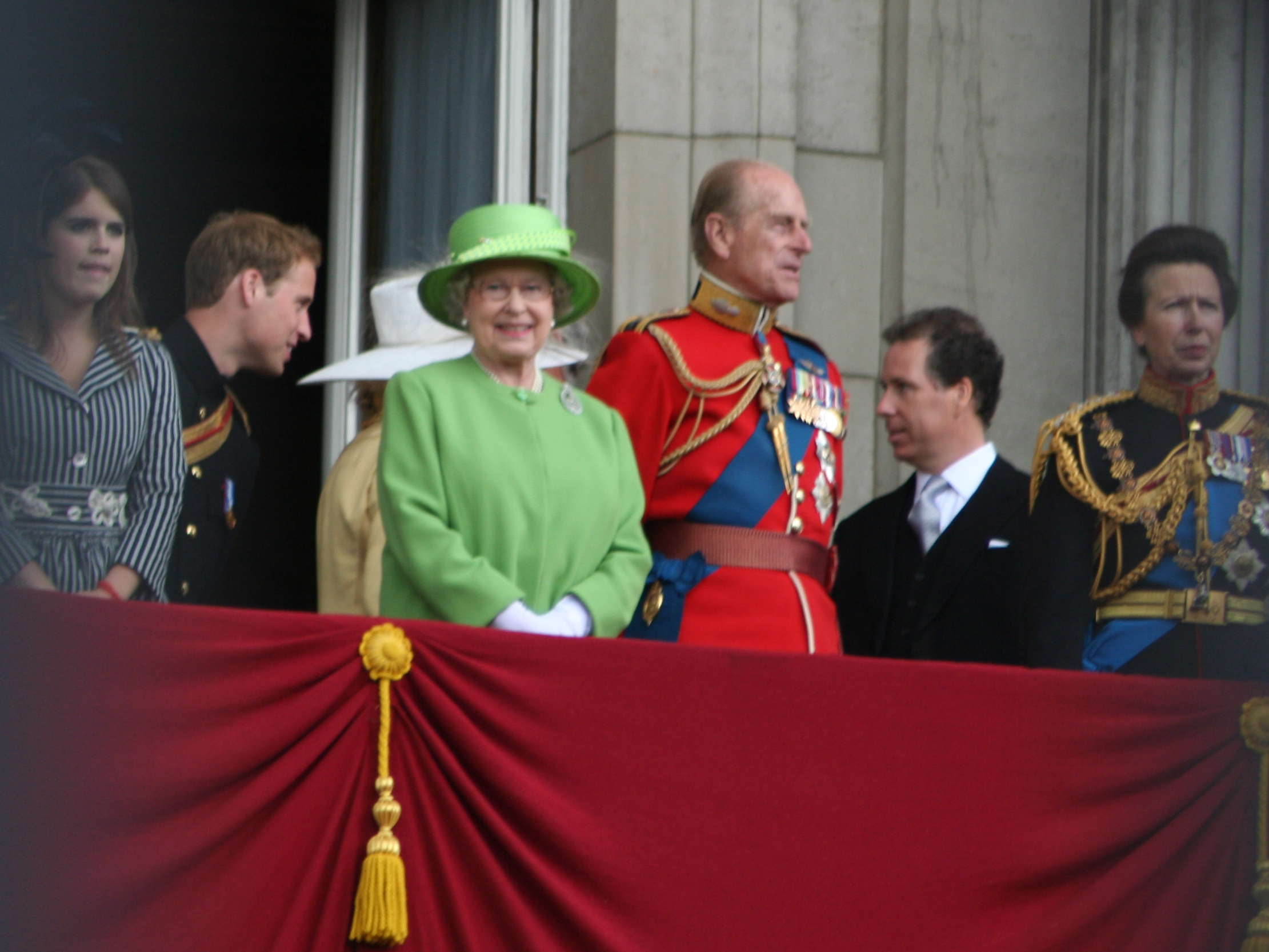
前カーネル・イン・チーフ兼第5大隊リプレンゼンタティブ・カーネルのエリザベス女王と第1及び第6大隊リプレンゼンタティブ・カーネルアン王女 （右端・ブルーズ・アンド・ロイヤルズ の制服）、第4大隊リプレンゼンタティブ・カーネルエディンバラ公 （中央・グレナディアガーズの制服）

カーネル・イン・チーフ（Colonel-in-Chief）はイギリス王チャールズ3世であり、その下に将官の名誉職として連隊長 (Colonel) が置かれている。また、カーネル・イン・チーフの補佐として王族の”リプレンゼンタティブ・カーネル”（Representative Colonel）が各大隊に定められていることがこの連隊の特徴である。

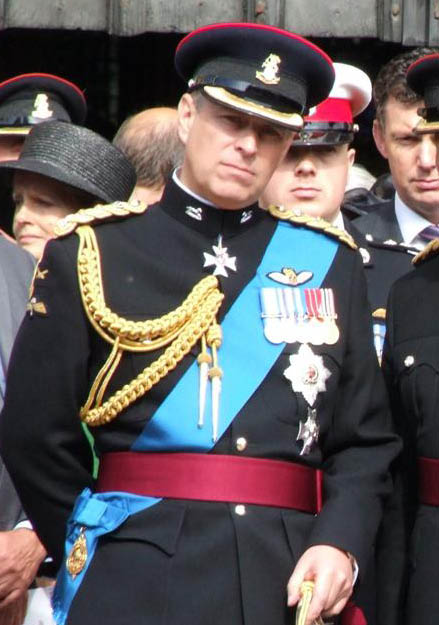
第2大隊のリプレンゼンタティブ・カーネル アンドルー王子 。着用しているのは、当時自身がカーネル・イン・チーフを務めていたヨークシャー連隊（Yorkshire Regiment）の制服
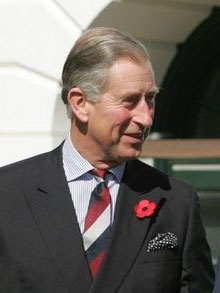
第3大隊及び第7大隊のリプレンゼンタティブ・カーネル チャールズ3世（当時皇太子）

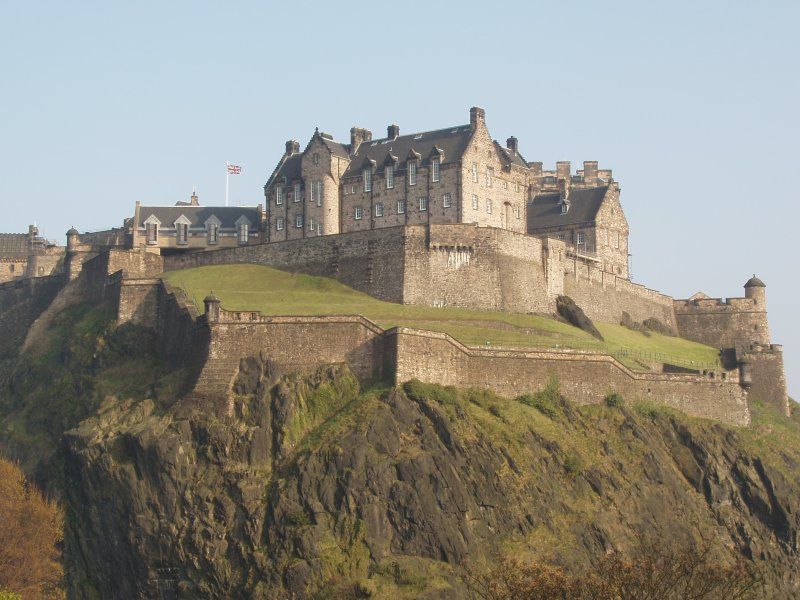
エディンバラ城

連隊本部はスコットランド南東部エディンバラのエディンバラ城にあるが、連隊スタッフはバーウィック・アポン・ツイード、グラスゴー、パース等に分散している。
連隊の募兵地域はスコットランド全域で、これを各大隊で分割している。

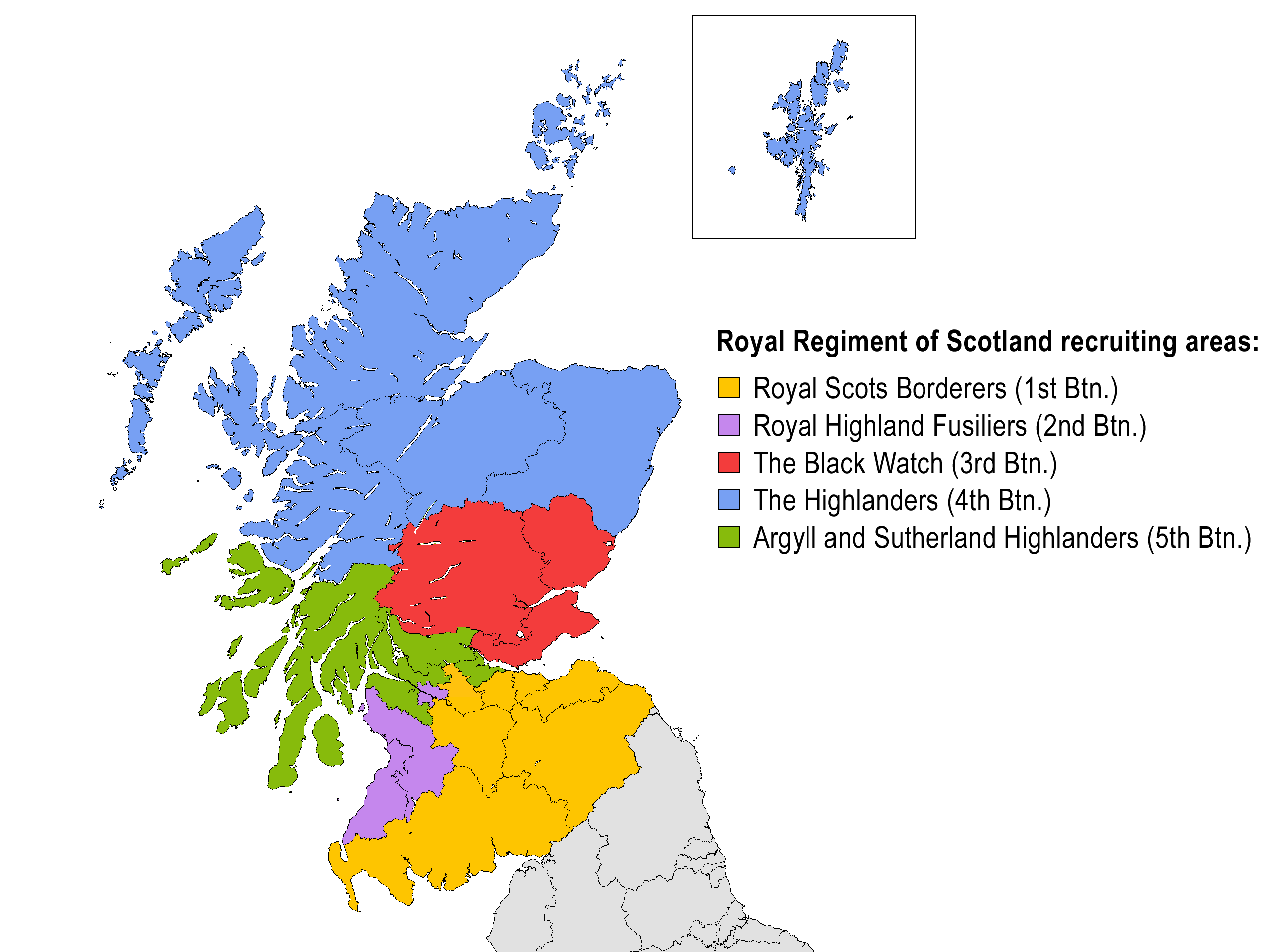
各大隊の募兵地域。

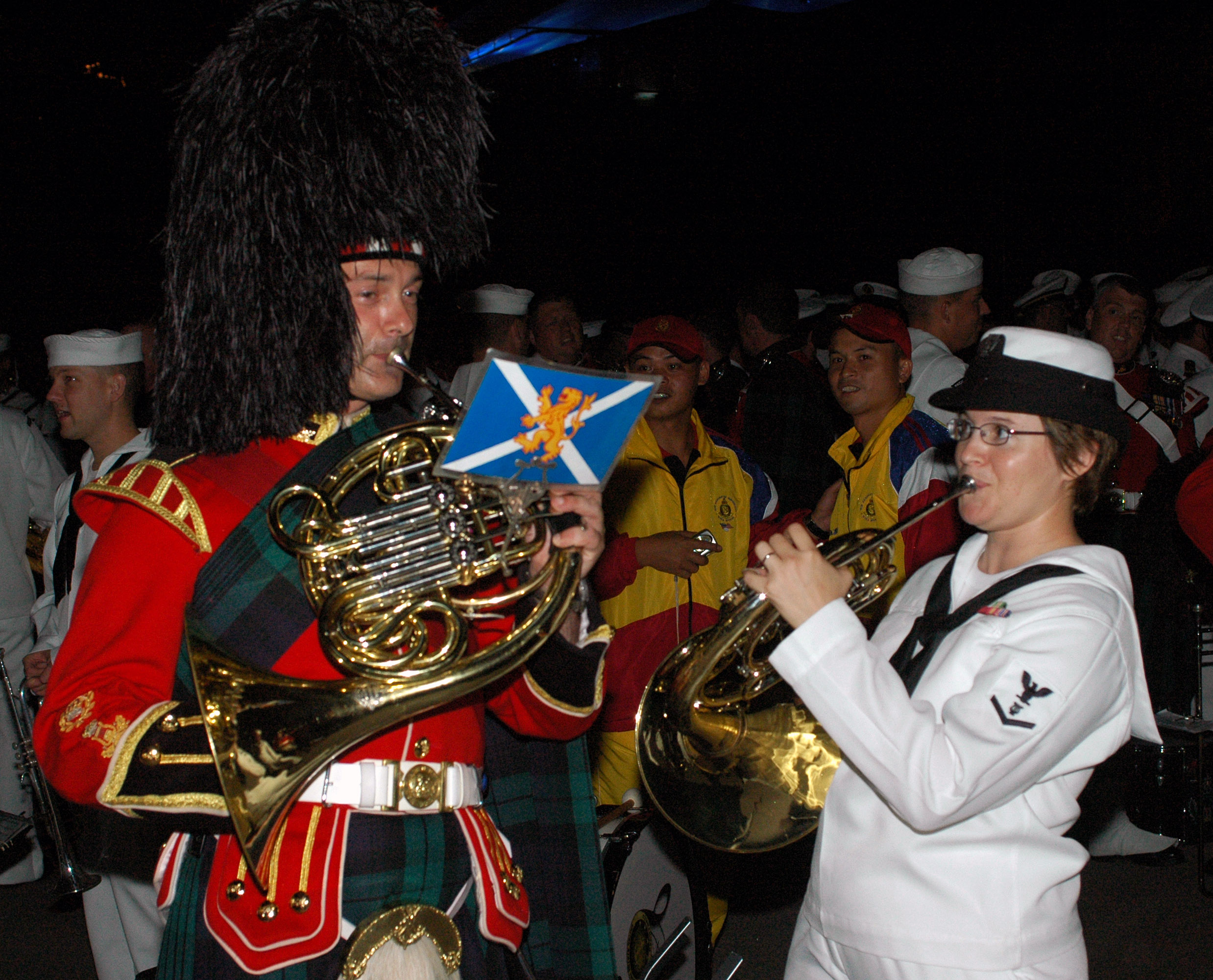
フランスでのミリタリー・タトゥー（Military tattoo）で米軍女性兵士と交流する、ロイヤル・スコットランド連隊軍楽隊員

陸軍音楽軍団（Corps of Army Music）の下にはロイヤル・スコットランド連隊軍楽隊がある。陸軍音楽軍団は陸軍音楽学校を母体とし、全陸軍の連隊及び兵科軍団の軍楽隊を分離して編入させたものである。かつてのスコットランド師団傘下の連隊軍楽隊もそこに編入され、統合に伴いそれらの軍楽隊も統合された。ロイヤル・スコットランド連隊軍楽隊はエディンバラ城でのミリタリー・タトゥー（:en:）の際にはその中心となる。またこれとは別に、各大隊にはドラム手とバグパイプ手がいる。

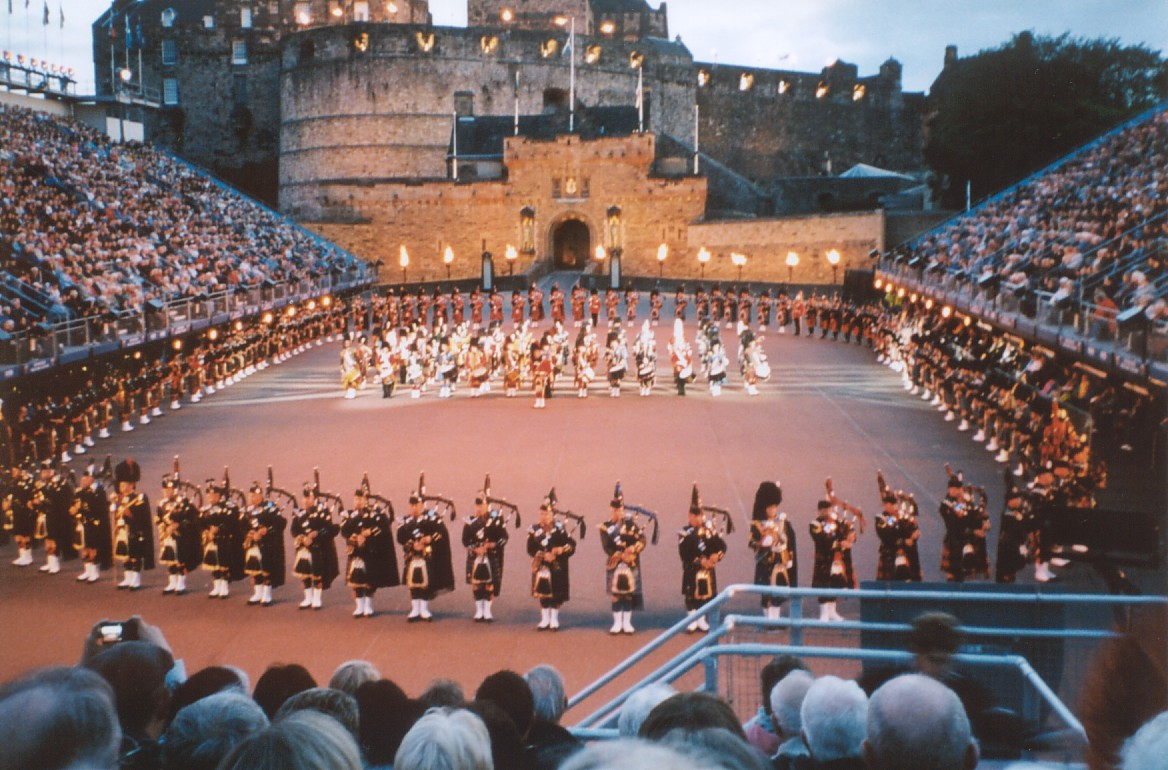
エディンバラ城でのミリタリー・タトゥー
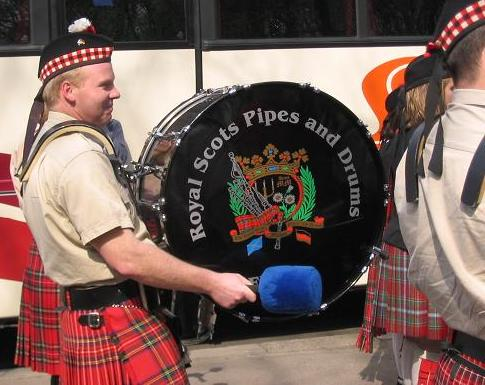
ロイヤル・スコットランド連隊のドラム手とバグパイプ手

## 大隊
統合により吸収された連隊はロイヤル・スコットランド連隊の各大隊となり、名称も受け継いでいる。ただし、共にローランド地方のボーダー地域（Anglo-Scottish border）を募兵地域としていたロイヤル・スコッツとキングズ・オウン・スコティッシュ・ボーダラーズは第1大隊にまとめられ、ロイヤル・スコッツ・ボーダラーズ（Royal Scots Borderers）と名付けられた。現在でも帽子の羽根飾りの色が大隊毎に異なっている。
ロイヤル・スコットランド連隊の5個の正規歩兵大隊はスコティッシュ師団（Scottish Division）、2個の予備役大隊は国防義勇軍(Territorial Army（TA))の管理下に置かれ、種類に応じた旅団に配属されて実戦任務に就く。5個の正規歩兵大隊は3個大隊が軽歩兵で、機械化歩兵と空中強襲歩兵が各1個大隊となっている。

### スコティッシュ師団管理下
第1大隊 ロイヤル・スコッツ・ボーダラーズ（Royal Scots Borderers）
種別：軽歩兵
帽子の飾りの色：黒
兵営：エディンバラのDreghorn Barracks
2008年までイラクでの任務に就き、ケニアに駐留した後、2009年エディンバラへ帰還。
連隊時代の募兵地域はボーダー地域（Border country）のスコットランド側全体だったが、現在はダンフリーズ・アンド・ガロウェイが除かれている。
第2大隊 ロイヤル・ハイランド・フュージリアーズ（Royal Highland Fusiliers）
種別：軽歩兵
帽子の飾りの色：白
兵営：ミッドロージアン行政区にある自由都市ペニキュイックのGlencorse Barracks
第16空中強襲旅団（16th Air Assault Brigade）に配属されてアフガニスタンでの作戦に従事し、2010年1月現在はペニキュイックへ帰還して待命中。
第3大隊 ブラックウォッチ（Black Watch）
種別：軽歩兵
帽子の飾りの色：赤
兵営：インヴァネスのフォート・ジョージ（Fort George）
現所在地（2010年1月現在）：ケニアで訓練後、アフガニスタンのヘルマンド州（Helmand）で作戦中。
配属旅団：第19軽旅団（19th Light Brigade）
第4大隊 ハイランダーズ（Highlanders ）
種別：機械化歩兵
帽子の飾りの色：青
兵営：ドイツ・ニーダーザクセン州ファリングボステル近郊のSt Barbara Barrack's
最近まで第16空中強襲旅団を支援するため1個中隊をアフガニスタンへ派遣し、残りはイラクに展開していた。（2010年1月現在）
第5大隊 アーガイル・アンド・サザーランド・ハイランダーズ（Argyll and Sutherland Highlanders）
種別：空中強襲歩兵
帽子の飾りの色：緑
兵営：カンタベリー のHowe Barracks
第16空中強襲旅団麾下の即応部隊。アフガニスタンでも同旅団の下で作戦に従事し、帰還。2010年春には訓練のためケニアへ展開する予定。

### 国防義勇軍管理下

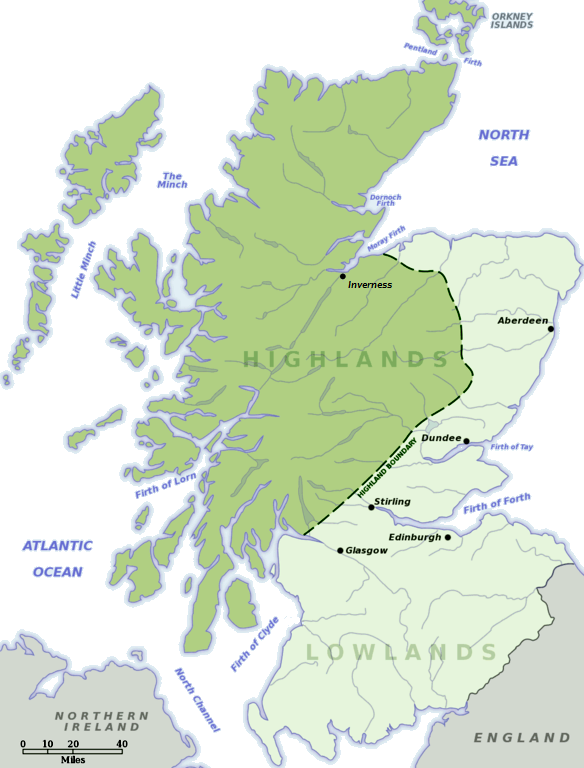
ローランドとハイランドの境界

第6大隊 第52ローランド（52nd Lowland）
帽子の飾りの色：中隊毎に規定。
種別：軽歩兵
兵営：グラスゴー
募兵地域はローランド地方全域。
第7大隊 第51ハイランド・ボランティアーズ（51st Highland Volunteers）
帽子の飾りの色：中隊毎に規定。
兵営：パース（本部）他。
担当地域は北スコットランド。

## 統合された連隊

### ロイヤル・スコッツ連隊（第1連隊）

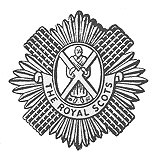
ロイヤル・スコッツの帽章

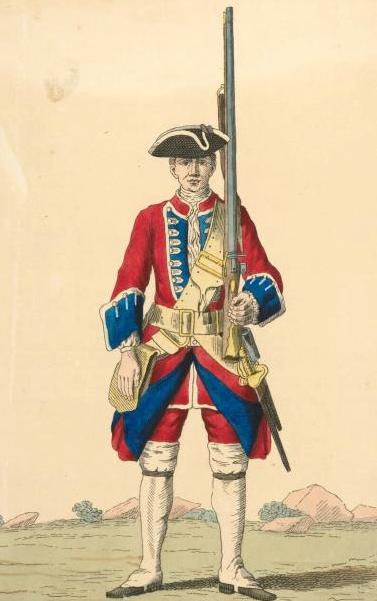
1742年のロイヤル歩兵連隊。ロイヤルブルーの折り返しは”ロイヤル”の名を冠された連隊の象徴である。

- サー・ジョン・ヘプバーン連隊(Sir John Hepburn's Regiment)(1633)
- ロイヤル歩兵連隊(Royal Regiment of Foote)(1684)
- 第1又はロイヤル歩兵連隊(The 1st or Royal Regiment of Foot)(1751)
- 第1歩兵連隊又はロイヤル・スコッツ(1st Regiment of Foot or Royal Scots)(1812)
- 第1又はロイヤル歩兵連隊(The 1st or Royal Regiment of Foot)(1821)
- 第1又はロイヤル・スコッツ連隊(1st or Royal Scots Regiment)(1871)
- ロイヤル・スコッツ連隊（ロジアン連隊）(Royal Scots(Lothian Regiment))(1881)
- ロイヤル・スコッツ連隊（ロイヤル連隊）(Royal Scots(The Royal Regiment))(1920)
- ロイヤル・スコットランド連隊第1大隊ロイヤル・スコッツ・ボーダラーズへ統合(2006)。

1633年3月28日、チャールズ1世の勅令により、スウェーデン軍の外国人傭兵連隊の一つ、緑色連隊の連隊長を経験した後、フランス軍でスコットランド人連隊の連隊長を務めていたジョン・ヘプバーン（John Hepburn）は、フランス軍のスコットランド人傭兵を集めてフランスで歩兵連隊を創立した。
1661年、王政復古によって議会派の新式軍（New Model Army）が解体された穴を埋めるために短期間イングランドへ呼ばれ、再びフランスへ渡った後、1678年にまたイングランドに戻った。大陸式の編成のこの連隊は、議会派部隊を解体して新たな常備軍を編成する際のモデルとなり、1680年には初の海外遠征としてタンジールへ派遣された。
1684年には歩兵連隊としては初めて”ロイヤル”の称号が与えられ、連隊番号割り当ての際は”第1”の番号を付与された。

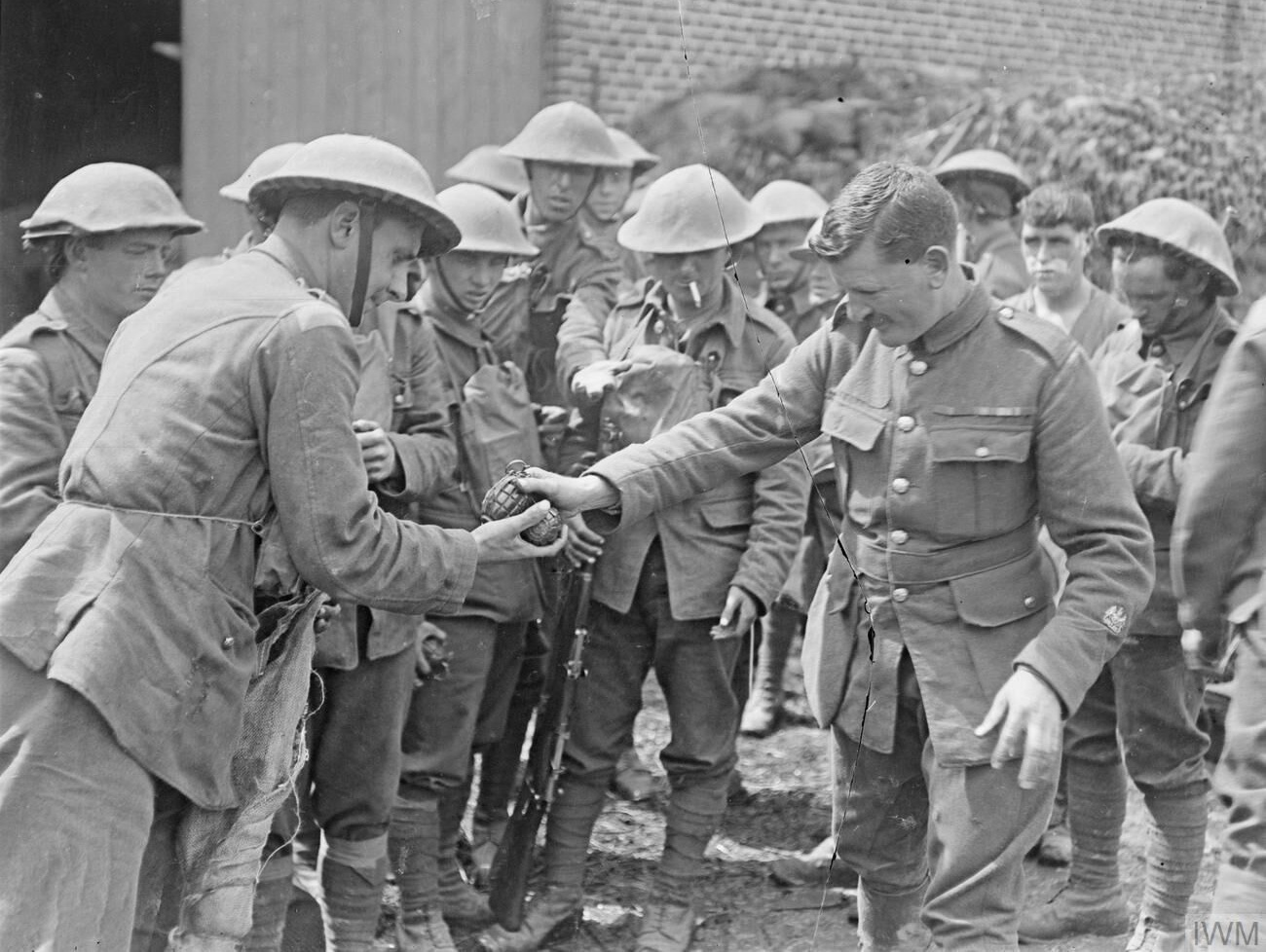
第一次世界大戦中のロイヤル・スコッツ奇襲隊
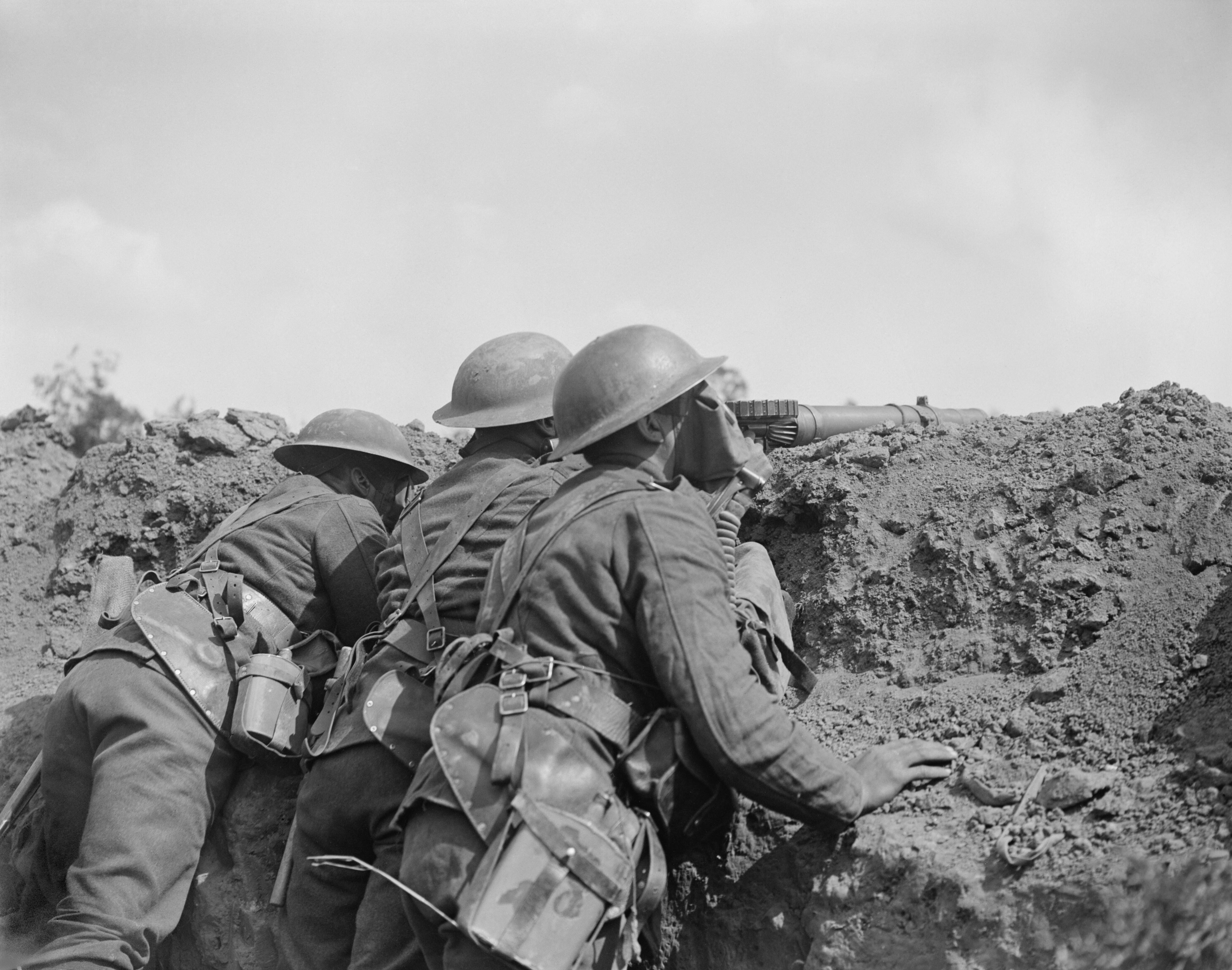
防毒マスクを着用して待機するロイヤル・スコッツ連隊第12大隊機関銃手（1918年）
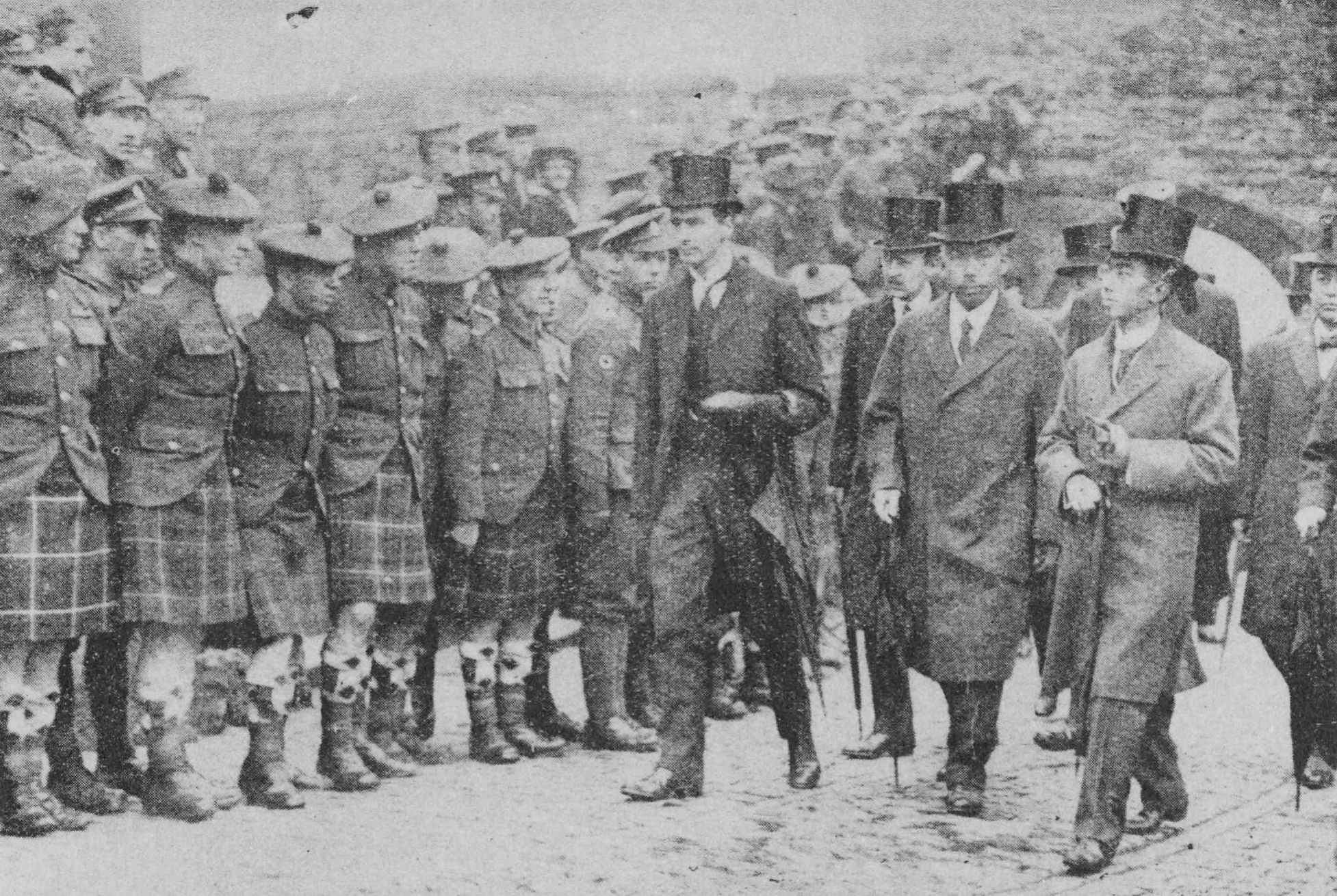
エジンバラに到着した皇太子裕仁親王（右端）を迎えるロイヤル・スコッツ隊（1921年）
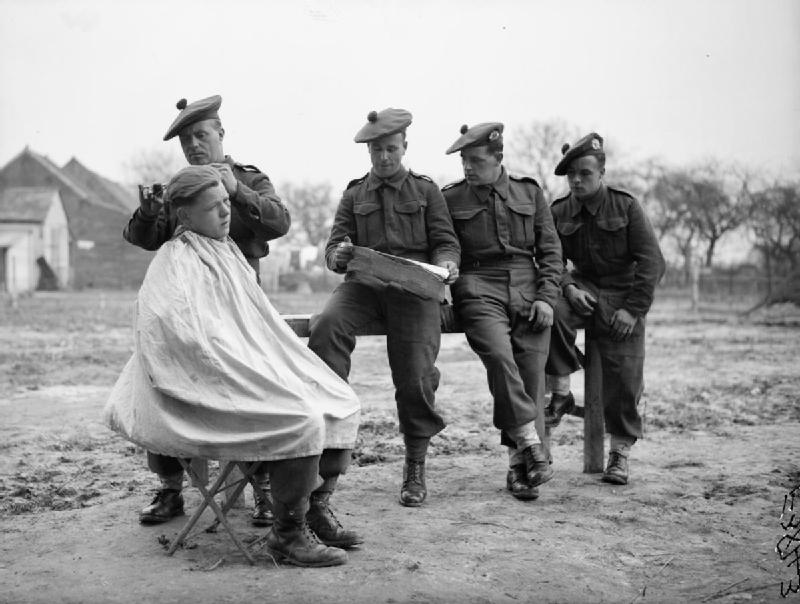
散髪中のロイヤル・スコッツ兵士（1940年）
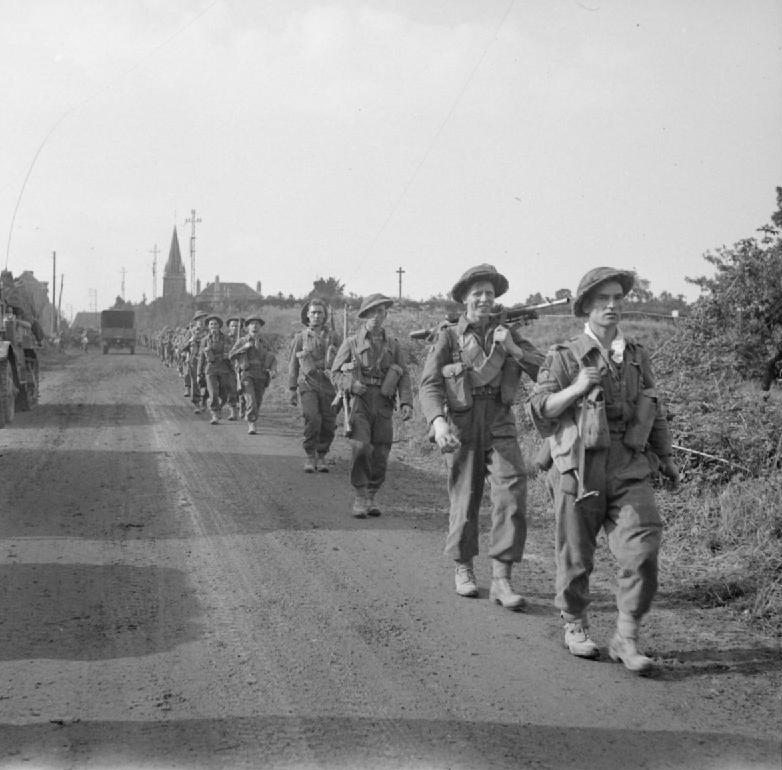
ノルマンディーを行軍中のロイヤル・スコッツ兵士（1944年）
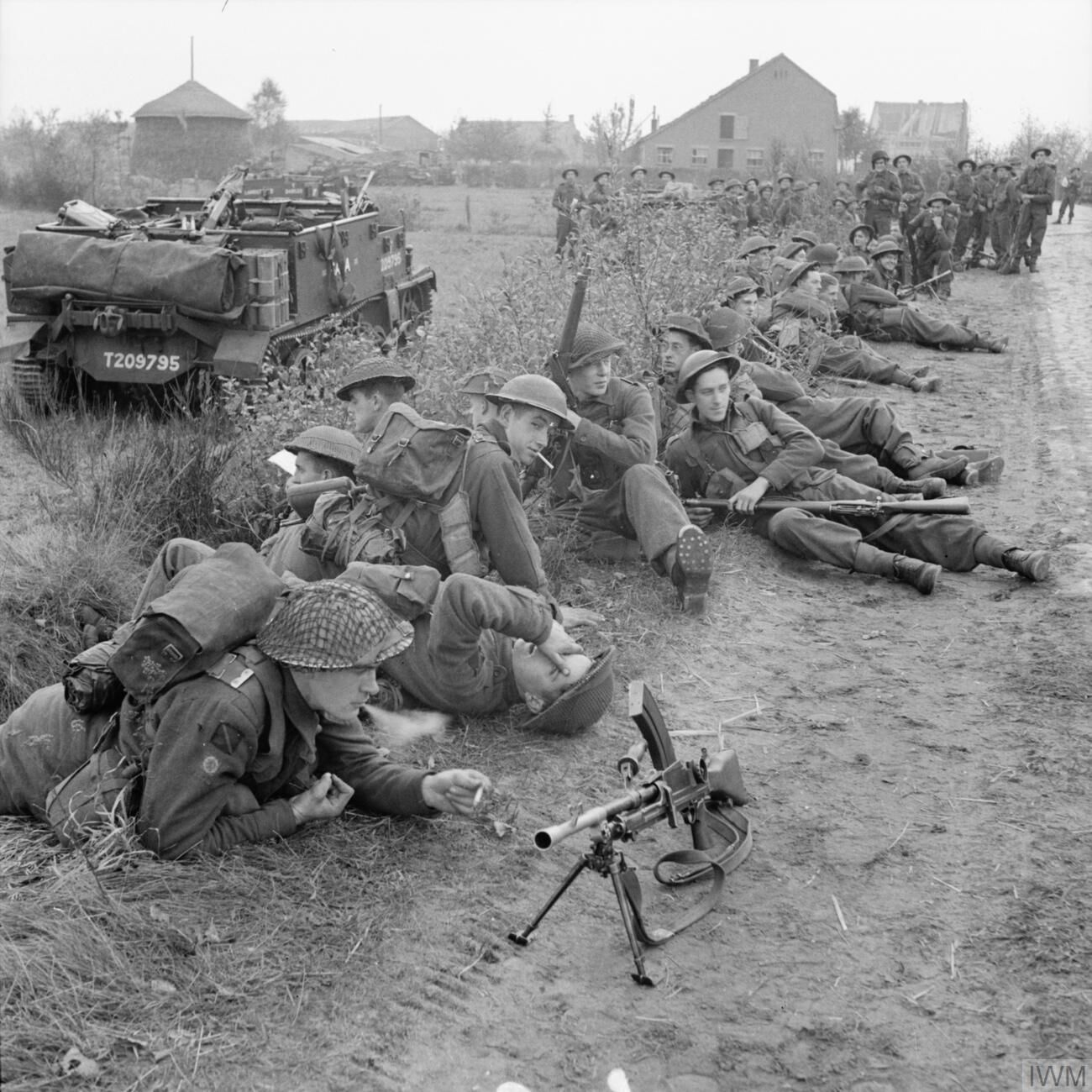
道端で休息中のロイヤル・スコッツ兵士（1944年）
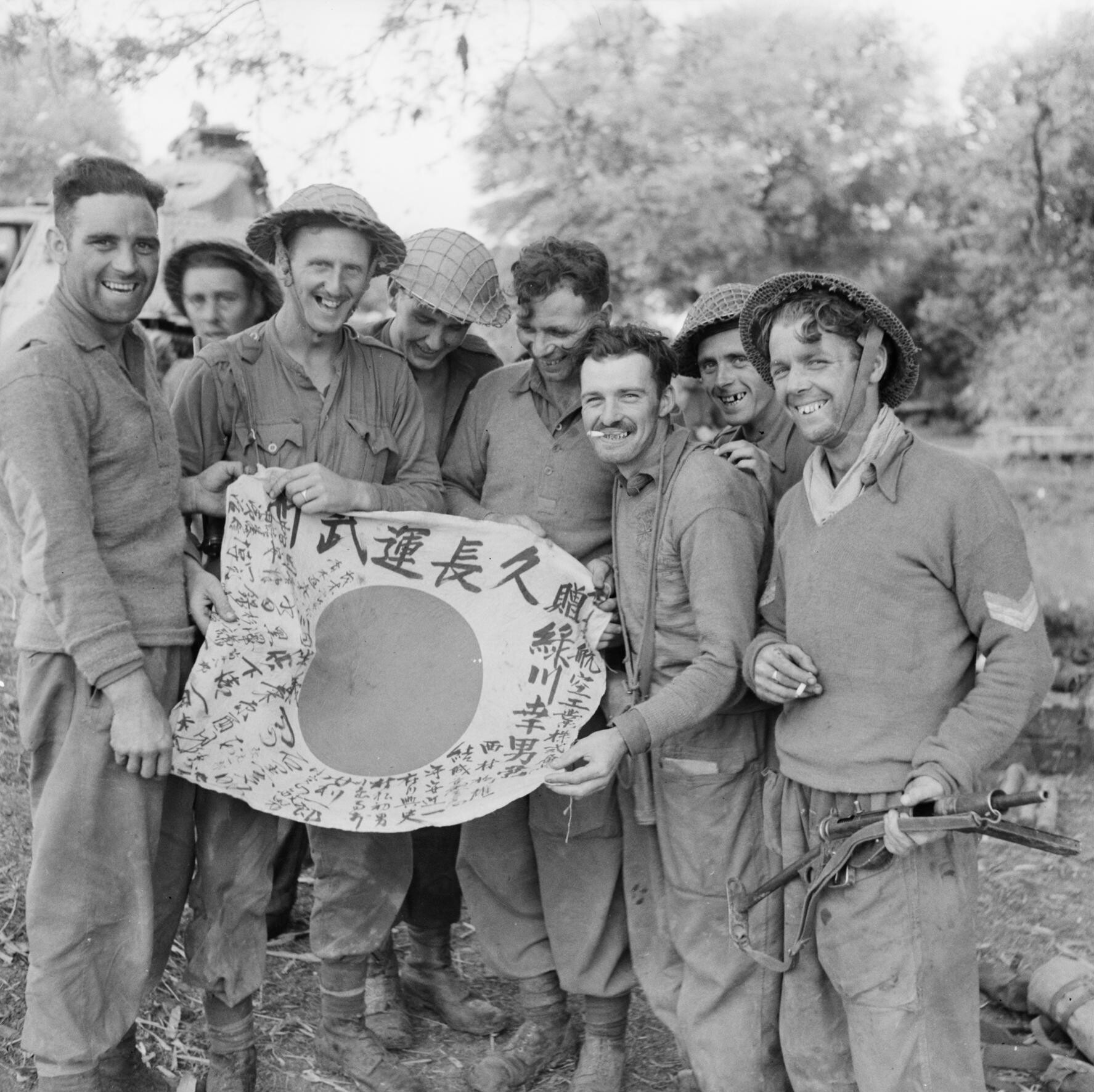
ビルマ戦線で戦利品（日本兵の日の丸寄せ書き）を広げてポーズを取るロイヤル・スコッツ兵士（1945年）
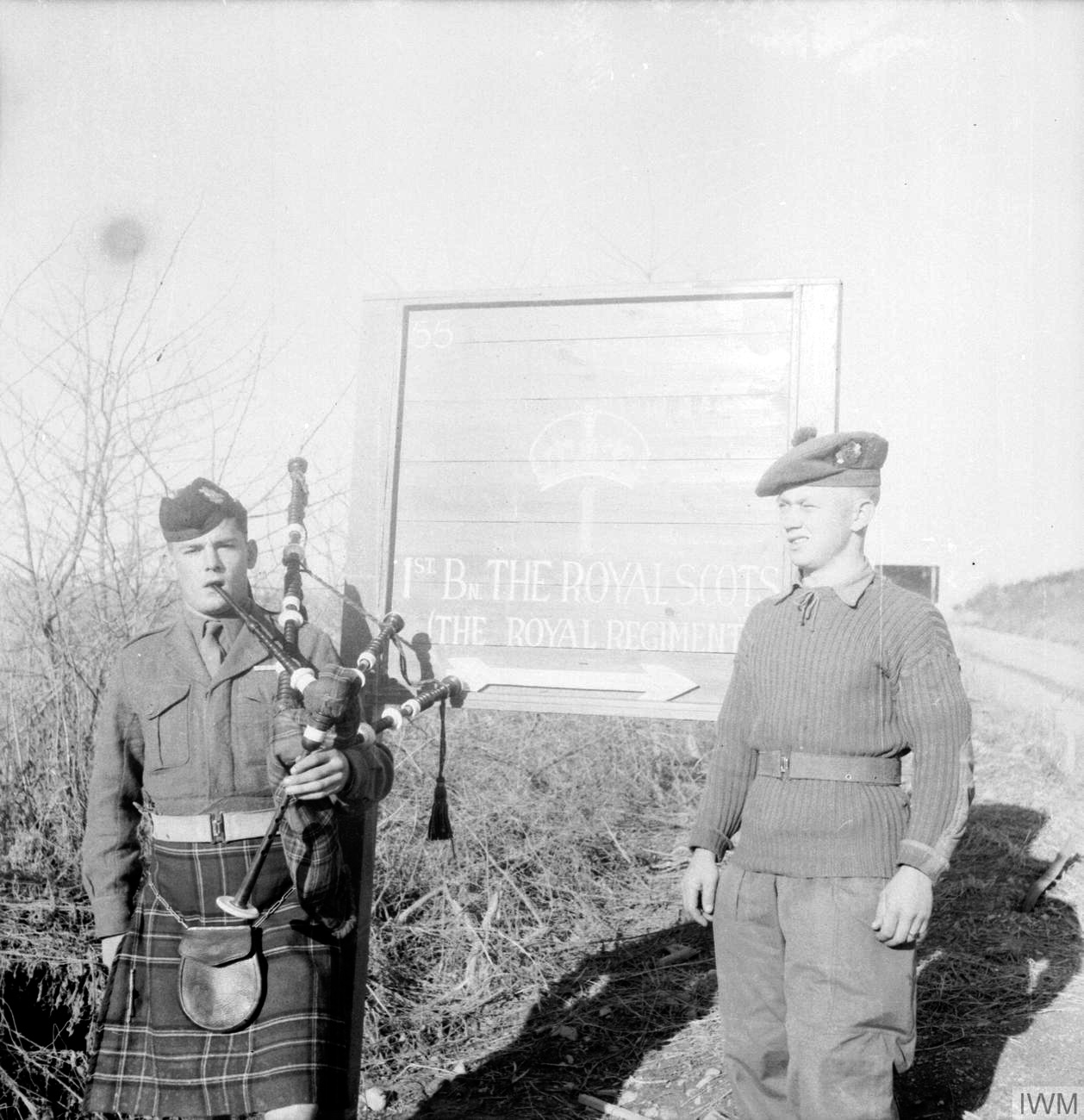
ロイヤル・スコッツ連隊のバイプ手（1953年）

### キングズ・オウン・スコティッシュ・ボーダラーズ（第25連隊）
- レヴィン伯爵又はエディンバラ連隊(The Earl of Leven or Edinburgh Regiment)（1689）
- 第25又はエディンバラ歩兵連隊(25th or Edinburgh Regiment of Foot)（1751）
- 第25（サセックス）歩兵連隊(25th (Sussex) Regiment of Foot)（1782）
- 第25又はキングズ・オウン・ボーダラーズ歩兵連隊(25th or King's Own Borderers Regiment of Foot)（1805）
- キングズ・オウン・ボーダラーズ(King's Own Borderers)（1881）
- キングズ・オウン・スコティッシュ・ボーダラーズ(King's Own Scottish Borderers)（1887）
- ロイヤル・スコットランド連隊第1大隊ロイヤル・スコッツ・ボーダラーズへ統合。(2006)

### ロイヤル・ハイランド・フュージリアーズ（21,71,74）
- ロイヤル・スコッツ・フュージリアーズとハイランド軽歩兵が統合。ロイヤル・ハイランド・フュージリアーズ（Royal Highland Fusiliers）。(1959)
- ロイヤル・スコットランド連隊へ統合(2006)。第2大隊。

#### ロイヤル・スコッツ・フュージリアーズ（第21連隊）

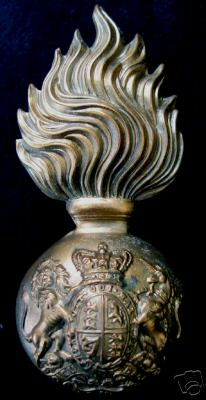
第21連隊の帽章

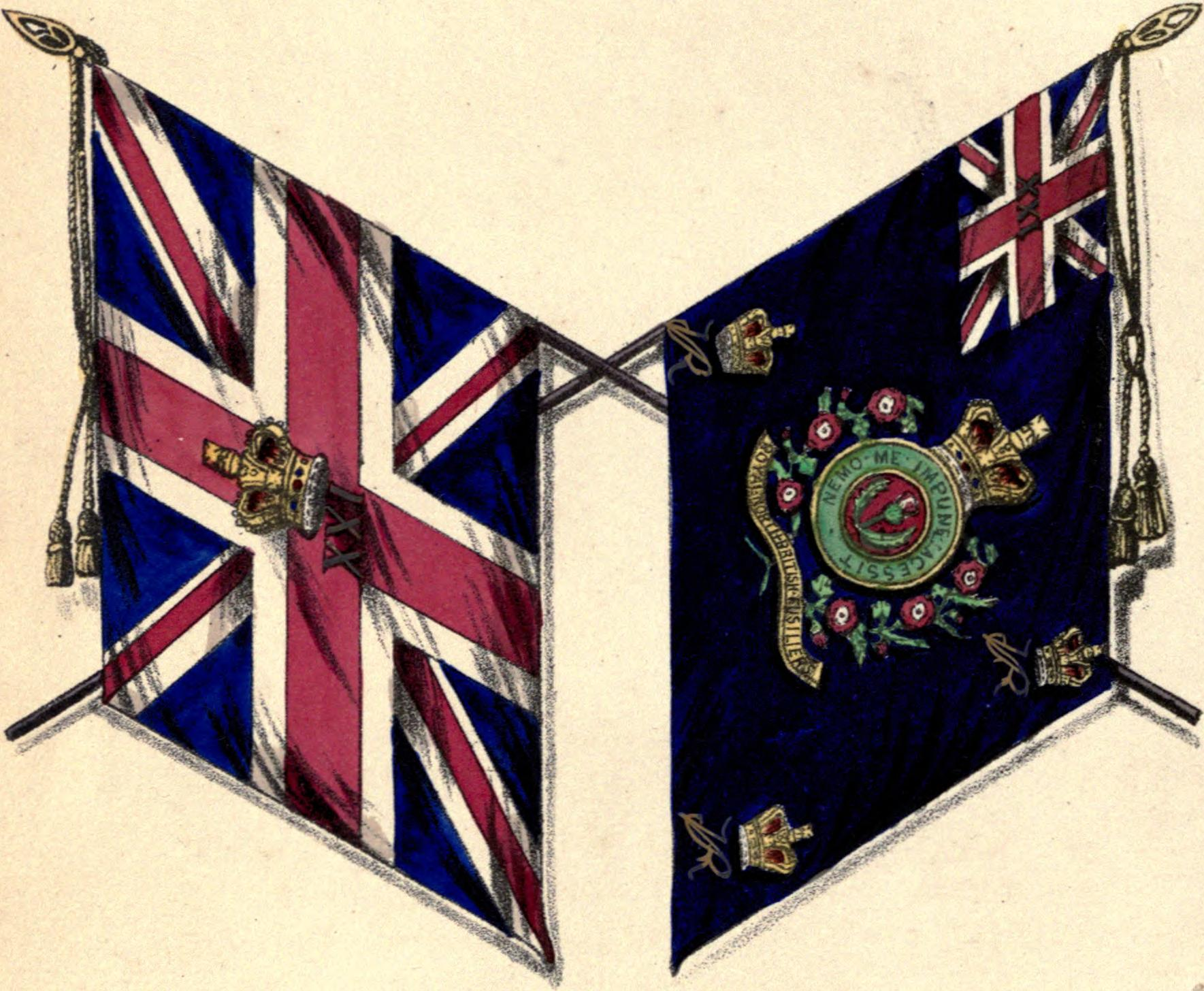
マー伯爵連隊（The Earl of Mar's Regiment）(1678)
- スコッツ・フュージリアーズ（The Scots Fusileers）(1685)
- ノースブリティッシュ・フュージリアーズ（North British Fusileers）(1707)
- ロイヤル・ノースブリティッシュ・フュージリアーズ（Royal North British Fusileers）(1712)
- 第21歩兵連隊又はロイヤル・ノースブリティッシュ・フュージリアーズ（21st Regiment of Foot or Royal North British Fusiliers）(1751)
- 第21歩兵連隊又はロイヤル・スコッツ・フュージリアーズ（21st Regiment of Foot or Royal Scots Fusiliers）(1877)
- ロイヤル・スコッツ・フュージリアーズ（The Royal Scots Fusiliers）(1881)
- ロイヤル・ハイランド・フュージリアーズへ統合(1959)。

1678年、第21代マー伯爵（Charles Erskine, 21st Earl of Mar）により設立され、マー伯爵連隊と呼ばれたが、1685年に改編されてスコッツ・フュージリアーズとなった。
17世紀の前半のヨーロッパで開発されたフリントロック式銃は、従来のマッチロック式銃のように火の付いた火縄や火種を持ち歩く必要がないため、引火性の物質が近くにあっても安全であり、即時に射撃できる状態で負革で背負うことも出来るようになった。そのため、行軍の際は大量の火薬を積んだ馬車を押し、敵が現われたら即時に応戦する必要がある、砲兵段列の護衛隊は最初に配備された部隊の一つだった。この、軽量のフリントロック式マスケット銃を装備した兵士は、新しい種類の歩兵フュージリア（Fusilier）となり、17世紀後半には部隊が編成されるようになった。

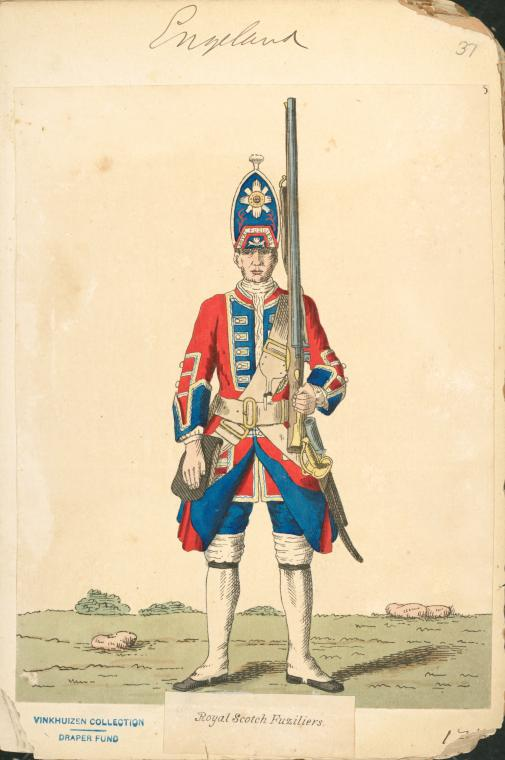
1742年のロイヤル・ノースブリティッシュ・フュージリアーズ兵士。”ロイヤル”なので折り返しがロイヤルブルー、”フュージリアー”なので帽子や装備は擲弾兵と似ている。

フリントロック式銃を優先配備されていた兵種としては、各歩兵連隊の中隊として編成され、擲弾の投擲を任務とした擲弾兵があり、彼らも同様に手を空けるために銃を背負い、必要があれば背負った銃を迅速に構えるためることが要求されていた。そのため、フュージリア兵と擲弾兵の服装や装備は似たものとなっていた。
擲弾が使われなくなり、全軍がフリントロック式銃を装備するようになると、ヨーロッパ諸国では”擲弾兵”が精鋭部隊の名誉称号となり、フランス等では一般歩兵部隊が”フュージリア”と呼ばれた。一方、イギリスでは歩兵連隊の精鋭中隊を”擲弾兵中隊”とし、1836年以降はヨーロッパ諸国の”擲弾兵連隊”に相当する精鋭部隊の名誉称号として、”フュージリア連隊”の名称を与えるようになった。その様なわけで、フュージリア連隊の制服は各連隊の擲弾兵中隊と共に、各時代に於ける他のヨーロッパ諸国の擲弾兵の服装に準じて変遷して行った。
スコッツ・フュージリアーズは1685年に新編されたロイヤル・フュージリアーズ連隊（Royal Regiment of Fusileers）と共にイギリス軍で最初に編成された2個のフュージリアーズ連隊の一つであり、3個存在した”本物”のフュージリア兵連隊であった。
1712年にはロイヤルの称号を受けた。
- 第21連隊の連隊旗。

### ハイランド軽歩兵（71,74）

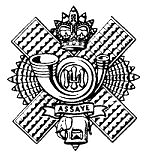
ハイランド軽歩兵の帽章

- 第71（ハイランド）軽歩兵と第74（ハイランダーズ）連隊が統合。ハイランド軽歩兵（Highland Light Infantry）(1881)
- ハイランド軽歩兵（グラスゴー市連隊）（Highland Light Infantry(City of Glasgow Regiment)）
- ロイヤル・ハイランド・フュージリアーズへ統合(1959)。

#### 第71連隊

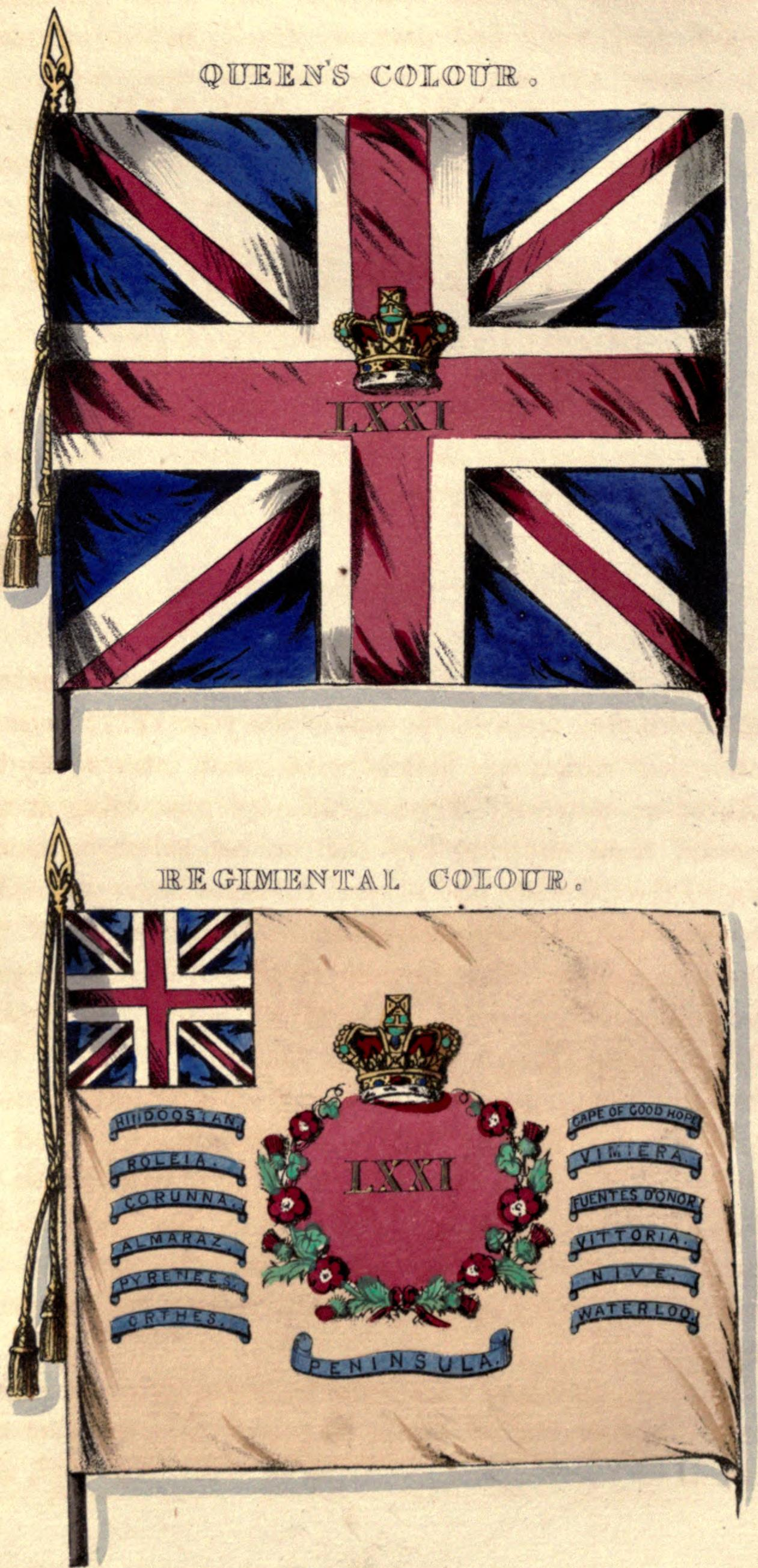
連隊旗

- 第73（ハイランド）連隊（73rd (Highland) Regiment）(1777)
- 第71（ハイランド）連隊（71st (Highland) Regiment）(1786)
- 第71（グラスゴー・ハイランド）歩兵連隊（71st (Glasgow Highland) Regiment of Foot）(1808)
- 第71（ハイランド）軽歩兵（71st (Highland) Light Infantry）(1809又は1810[注 5])
- ハイランド軽歩兵へ統合(1881)

創設当初は”第73”だったが、それまでの第71連隊が廃止されたため、”第71”となった。その後、”第73”は独立したブラックウォッチ第2大隊に割り振られた。

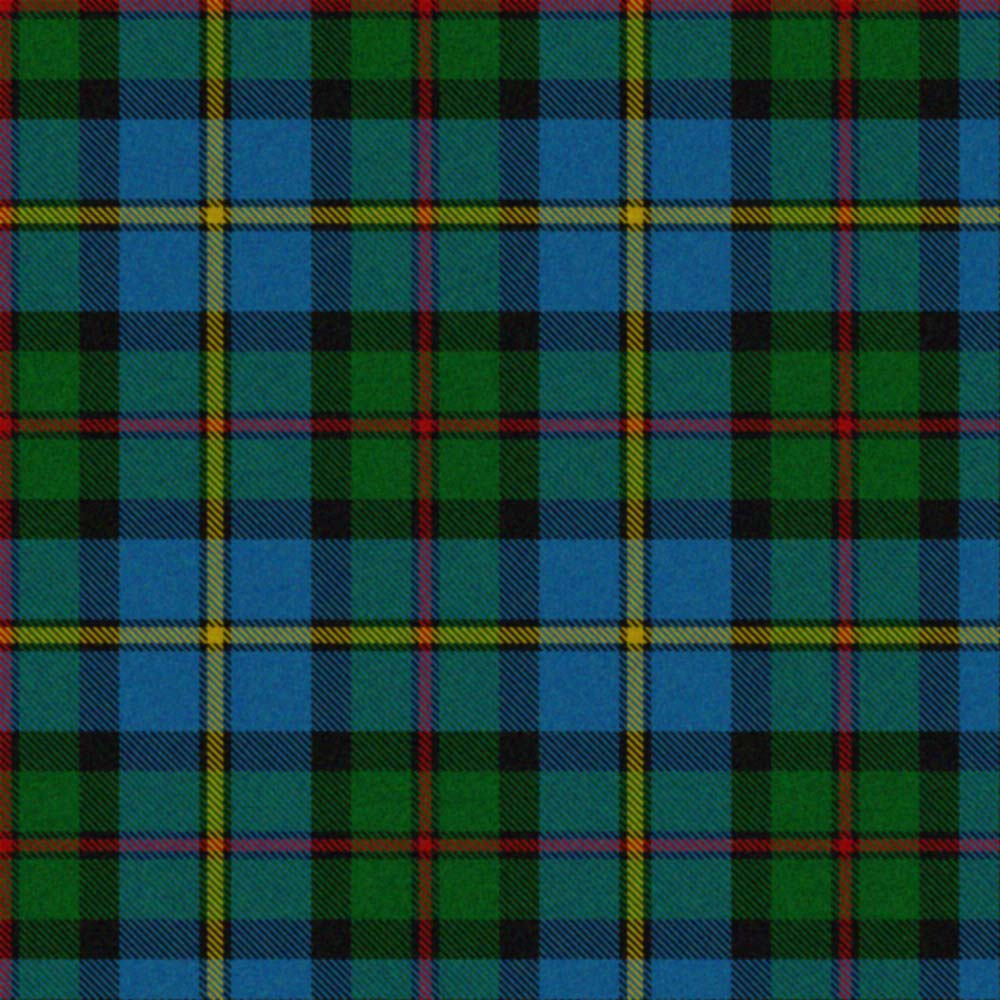
マックロードタータン

#### 第74連隊
- 第74（ハイランド）連隊（74th (Highland) Regiment）(1787)
- 第74歩兵連隊（74th Regiment of Foot）(1816)
- 第74（ハイランダーズ）連隊（74th (Highlanders) Regiment）(1845)
- ハイランド軽歩兵へ統合(1881)

第71連隊の元連隊長代理アーチボルト・キャンベル(Archibald Campbell)により創設。

### ブラックウォッチ（ロイヤル・ハイランド連隊）(42，73)

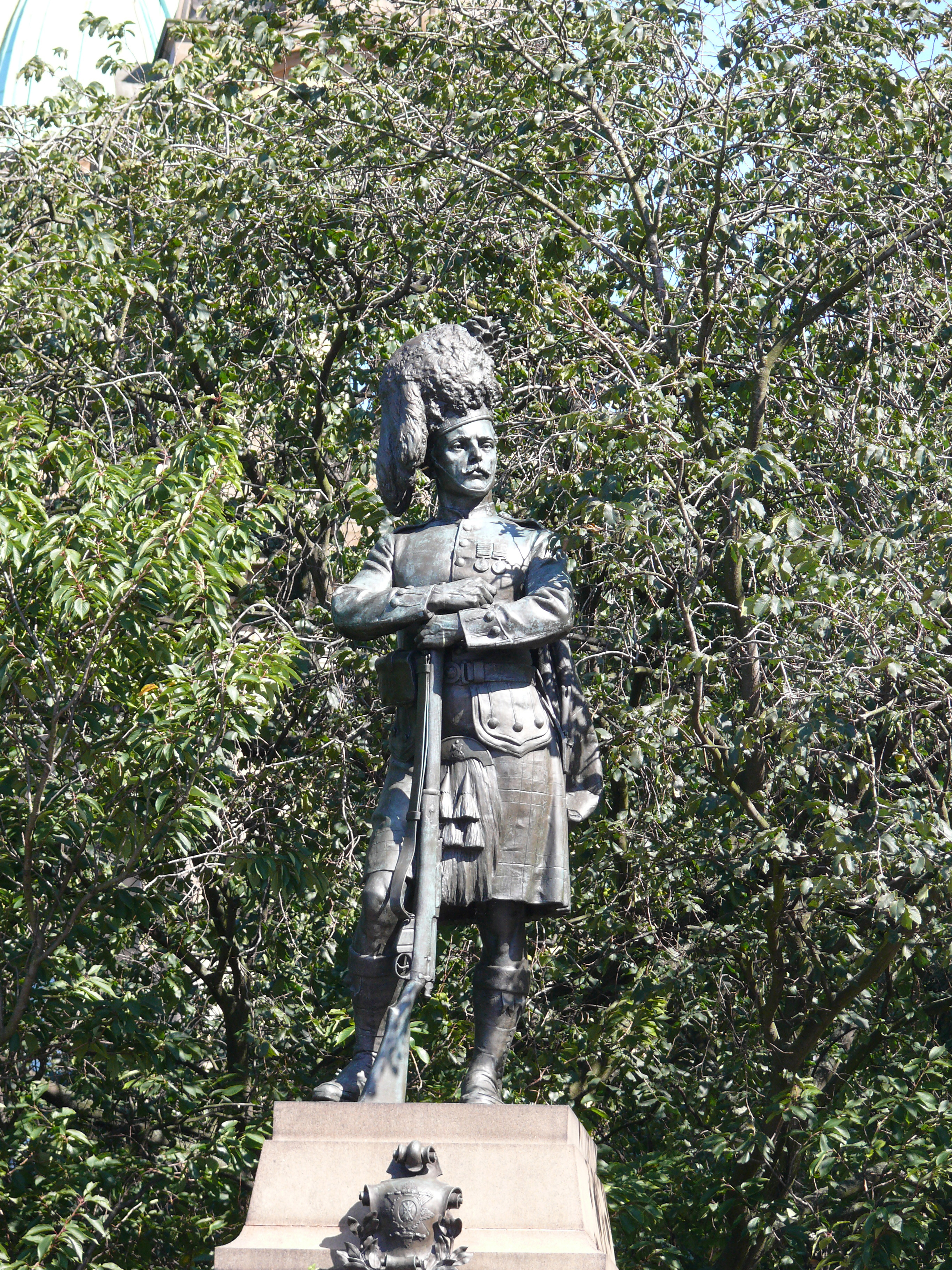
ブラックウォッチ連隊の記念碑

- 第42ロイヤル・ハイランド連隊(42nd Royal Highland Regiment)の第2大隊が独立し、第73歩兵連隊(73rd Regiment of Foot)となる。(1780)
- 第42連隊と第73連隊が再統合。ブラックウォッチ（ロイヤル・ハイランダーズ）(The Black Watch(Royal Highlanders))(1881)
- ブラックウォッチ（ロイヤル・ハイランド連隊）(The Black Watch(Royal Highland Regiment))(1934)
- ロイヤル・スコットランド連隊（Royal Regiment of Scotland）へ統合(2006)。第3大隊。

朝鮮戦争ではフック丘の防御に当たっていたが、”Battle of the Hook”で知られる激戦の直前にデューク・オブ・ウェリントン連隊(Duke of Wellington's Regiment)（現ヨークシャー連隊(Yorkshire Regiment)第3大隊）と交代した。
連隊の帽章や”ブラックウォッチタータン”は第42連隊のものを引き継いでいる。

#### 第42連隊

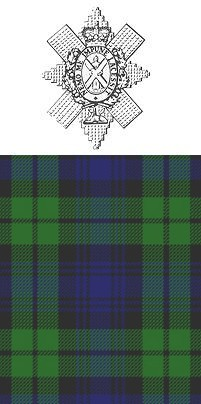
帽章とブラックウォッチタータン

- 第43又はハイランド連隊(43rd or Highland Regiment)(1739)
- 第42連隊(42nd Regiment)(1741)
- 第42ハイランド連隊(42nd Highland Regiment)(1751)
- 第42ロイヤル・ハイランド連隊(42nd Royal Highland Regiment)(1758)
- 第42ロイヤル・ハイランド歩兵連隊（ブラックウォッチ）(42nd Royal Highland Regiment of Foot(the Black Watch))(1861)
- ブラックウォッチ連隊へ統合。(1881)

ジャコバイトの蜂起に於いて、勇猛なハイランダー兵の戦闘力は大きく評価された。そのため、イギリス軍でもハイランダー兵を採用するようになった。1725年、当時スコットランドに於ける国王軍の指導者だったジョージ・ウェード(George Wade)は6個のハイランド監視兵（Highland Watch）中隊を立ち上げた。1739年にはこれらハイランダーの監視兵中隊が統合されて、ハイランド連隊が編成された。
”Black Watch”は創立された頃からのあだ名であり、1861年には正式名称となった。日本語では”黒時計”と表記されることもあるが、これは誤訳である。実際は兵士が身につけていた濃緑色のタータンが黒く見えたためにそう呼ばれるようになったためであり、”黒い監視兵”の意味である。
ハイランド連隊はイギリス軍の下に編成された最初のハイランド連隊であり、初代連隊長はスコッツガーズ出身の第20代クローフォード伯爵ジョン・リンゼーが務めた。
カロデンの戦いの後、ハイランダーのタータン着用が禁止されたが、この連隊は例外的に認められ、連隊のタータンであるブラックウォッチタータンは使用され続けていた。また、1758年には”ロイヤル”の称号も受けた。
このようなことから、タータンが復興された際には他のタータンが廃れていたため、ブラックウォッチタータンを基本とした新しいタータンが数多く作られた。そして、これらはその後設立されたハイランド連隊のタータンとしてだけではなく、多くのスコットランドの氏族（クラン）により”クランタータン”として採用された。そのため、ブラックウォッチタータンには派生型が非常に多く、最も代表的なタータンの一つとされている。

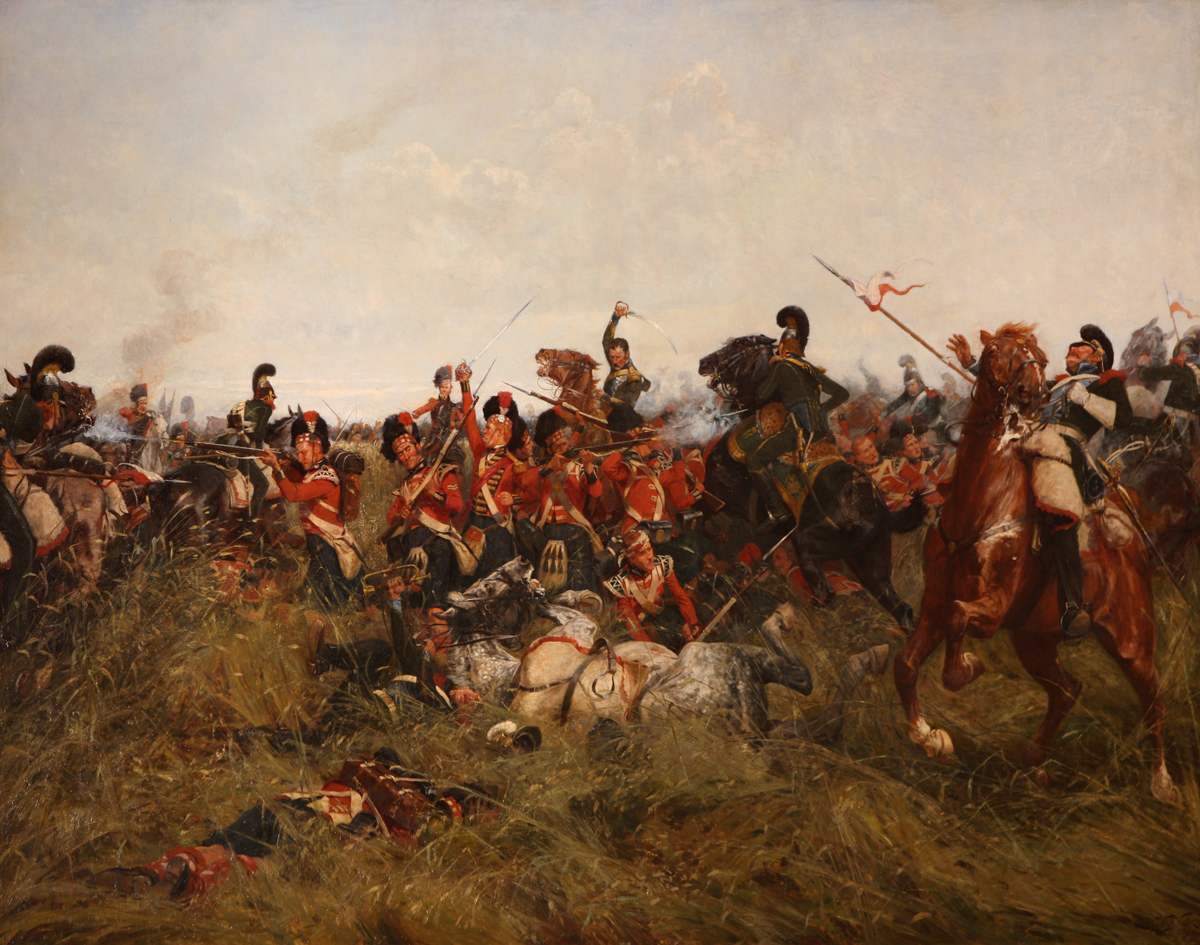
カトル・ブラの戦いでフランス槍騎兵の攻撃を受ける第42連隊

ワーテルローの戦いの前哨戦であるカトル・ブラの戦い(Battle of Quatre Bras)ではネイ軍の進撃を食い止め、大きな損害を受けながらも翌々日のワーテルローの戦いに参加した。

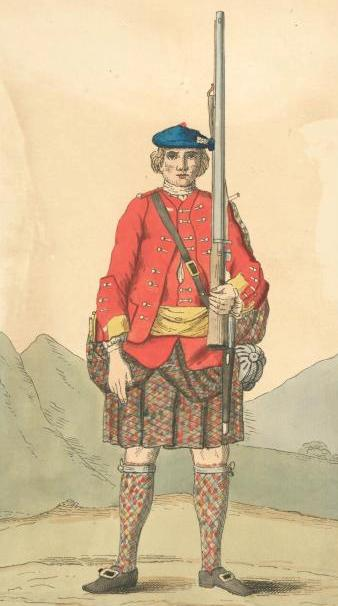
1742年の第42連隊兵士
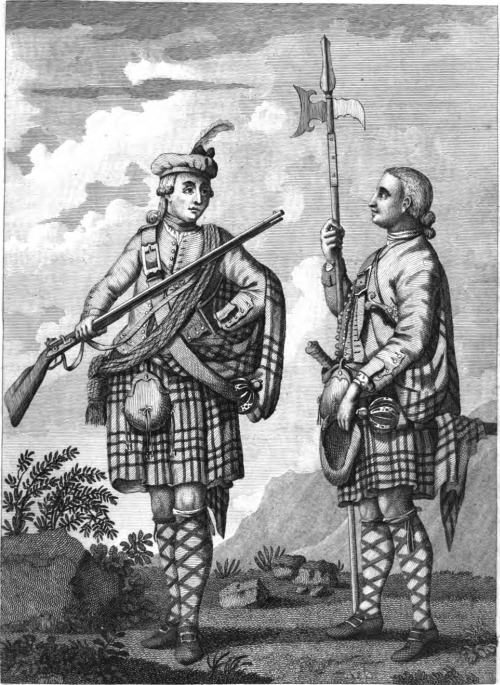
1801年の第42連隊将校と兵士

#### 第73連隊
- 第42ロイヤル・ハイランド連隊(42nd Royal Highland Regiment)第2大隊が独立。第73ハイランド歩兵連隊(73rd Highland Regiment of Foot)(1786)
- 第73歩兵連隊(73rd Regiment of Foot)(1809)
- 第73（パースシャー）歩兵連隊(73rd (Perthshire) Regiment of Foot)(1780)
- ブラックウォッチへ統合。(1881)

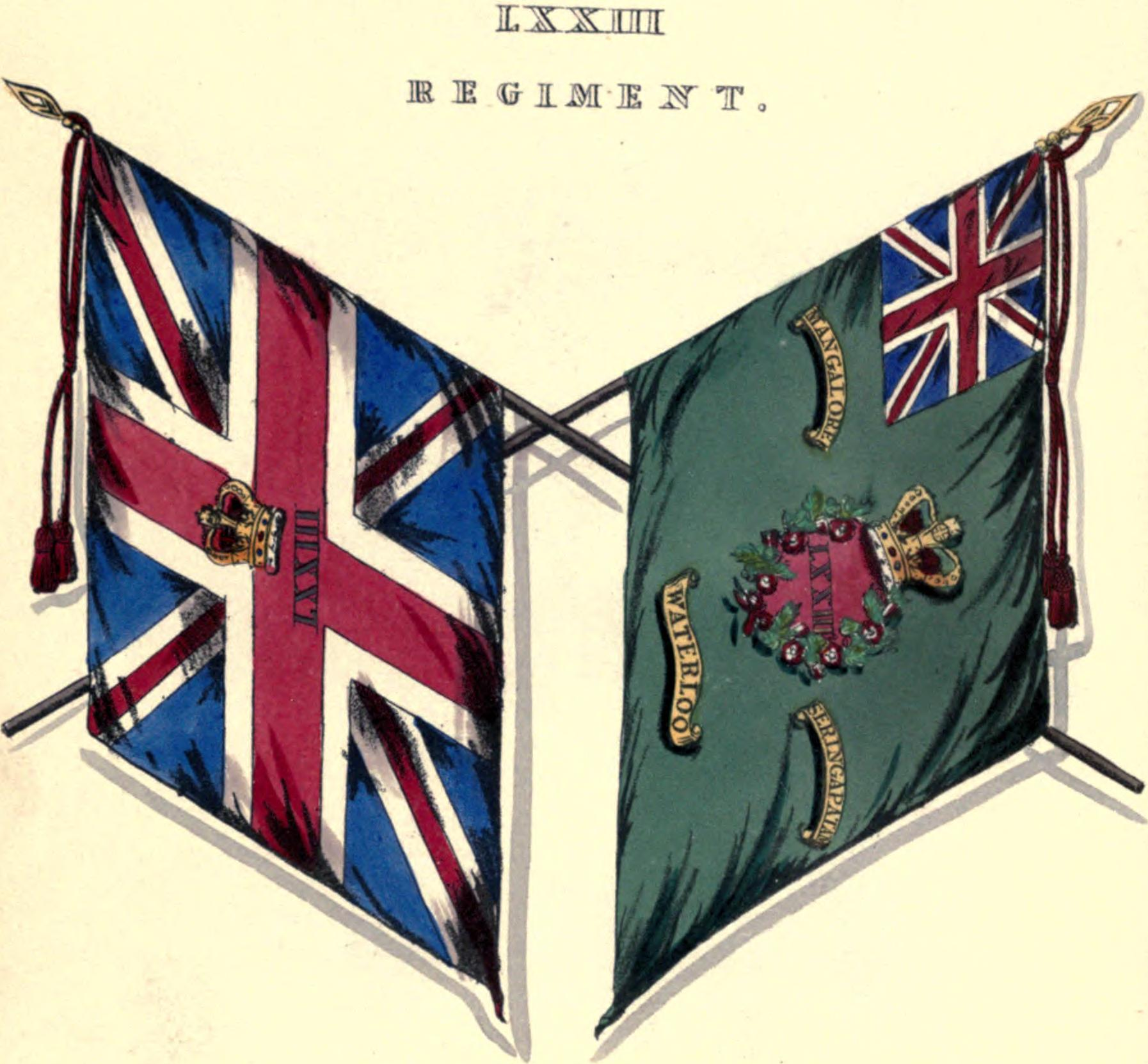
連隊旗

### ハイランダーズ(72,75,78,79,92)
- ゴードンハイランダーズとクィーンズオウン・ハイランダーズが統合。ハイランダーズ（シーフォース、ゴードンアンド・キャメロンズ）（Highlanders (Seaforth, Gordons and Camerons) ）(1994)
- ロイヤル・スコットランド連隊へ統合。第2大隊。(2006)

### クィーンズオウン・ハイランダーズ(72,78,79)

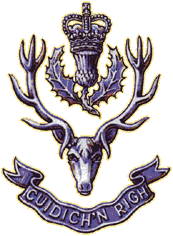
クィーンズオウン・ハイランダーズの帽章

- シーフォース・ハイランダーズとクィーンズオウン・キャメロン・ハイランダーズが統合。クィーンズオウン・ハイランダーズ（シーフォース・アンド・キャメロン）（Queen's Own Highlanders (Seaforth and Cameron)）(1961)
- ハイランダーズへ統合。(1994)

帽章はシーフォース・ハイランダーズの鹿の上にクィーンズオウン・キャメロン・ハイランダーズがヴィクトリア女王から授けられた王冠とアザミの記章が載っている。

### シーフォース・ハイランダーズ(72,78)

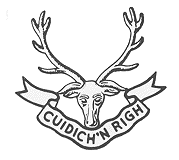
シーフォース・ハイランダーズの帽章

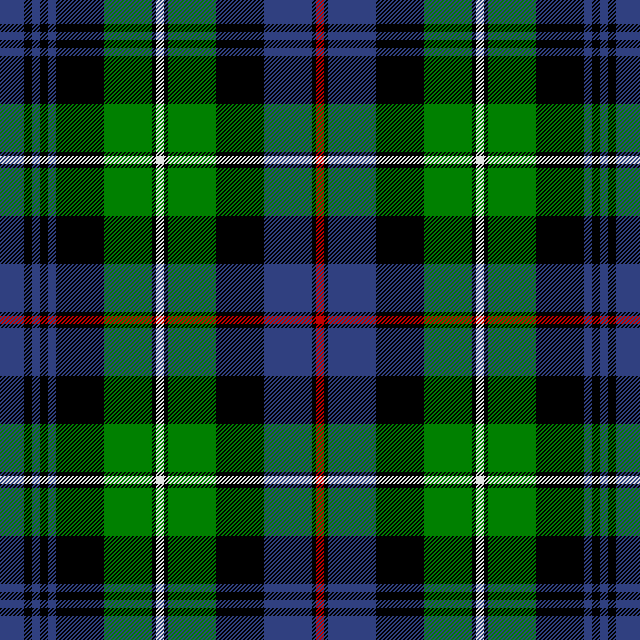
マッケンジータータン

- 第72連隊と第78連隊が統合。シーフォース・ハイランダーズ（Seaforth Highlanders (Ross-shire Buffs, The Duke of Albany's)）(1881)
- クィーンズオウン・ハイランダーズへ統合。(1961)

連隊のマッケンジータータンは、統合前から第72連隊のものだが、78連隊も使用していたことがある。

バグパイプを先頭に進撃するシーフォース・ハイランダーズ第7大隊（ノルマンディー戦）
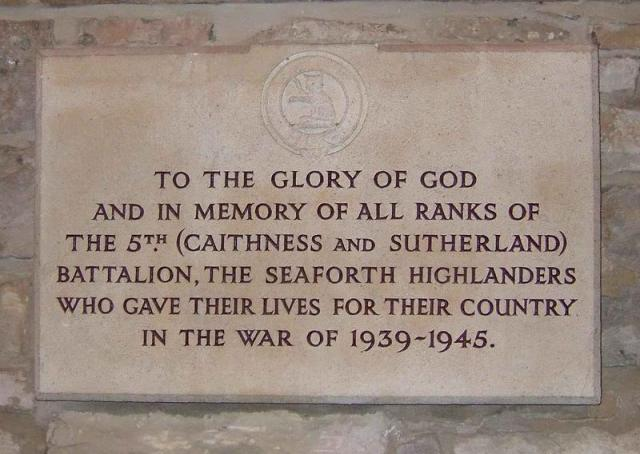
第二次世界大戦記念の石碑

#### 第72連隊

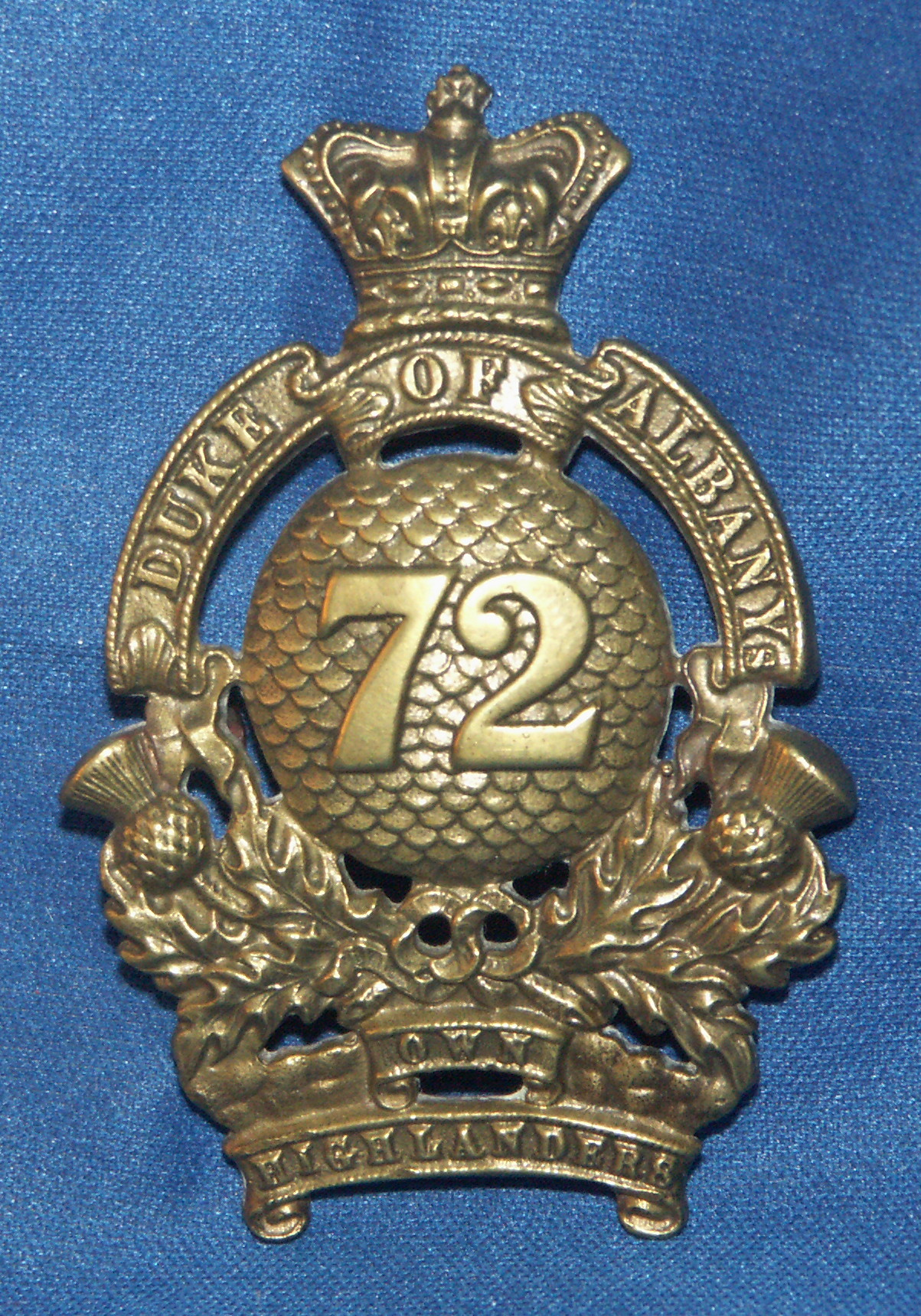
第72連隊の帽章

- 第78歩兵連隊 （78th Regiment of Foot）(1778)
- 第72（ハイランド）歩兵連隊（72nd (Highland) Regiment of Foot）(1786)
- 第72歩兵連隊（72nd Regiment of Foot）(1809)
- 第72（デューク・オブ・オールバニーズ・オウン・ハイランダーズ）歩兵連隊（72nd (Duke of Albany's Own Highlanders) Regiment of Foot）(1823)
- シーフォース・ハイランダーズへ統合。(1881)

創設当初は”第78”だが、以前からあった第72連隊が廃止されたため、”第72”の番号を与えられ、後に創設された別のハイランド連隊が”第78”となった。

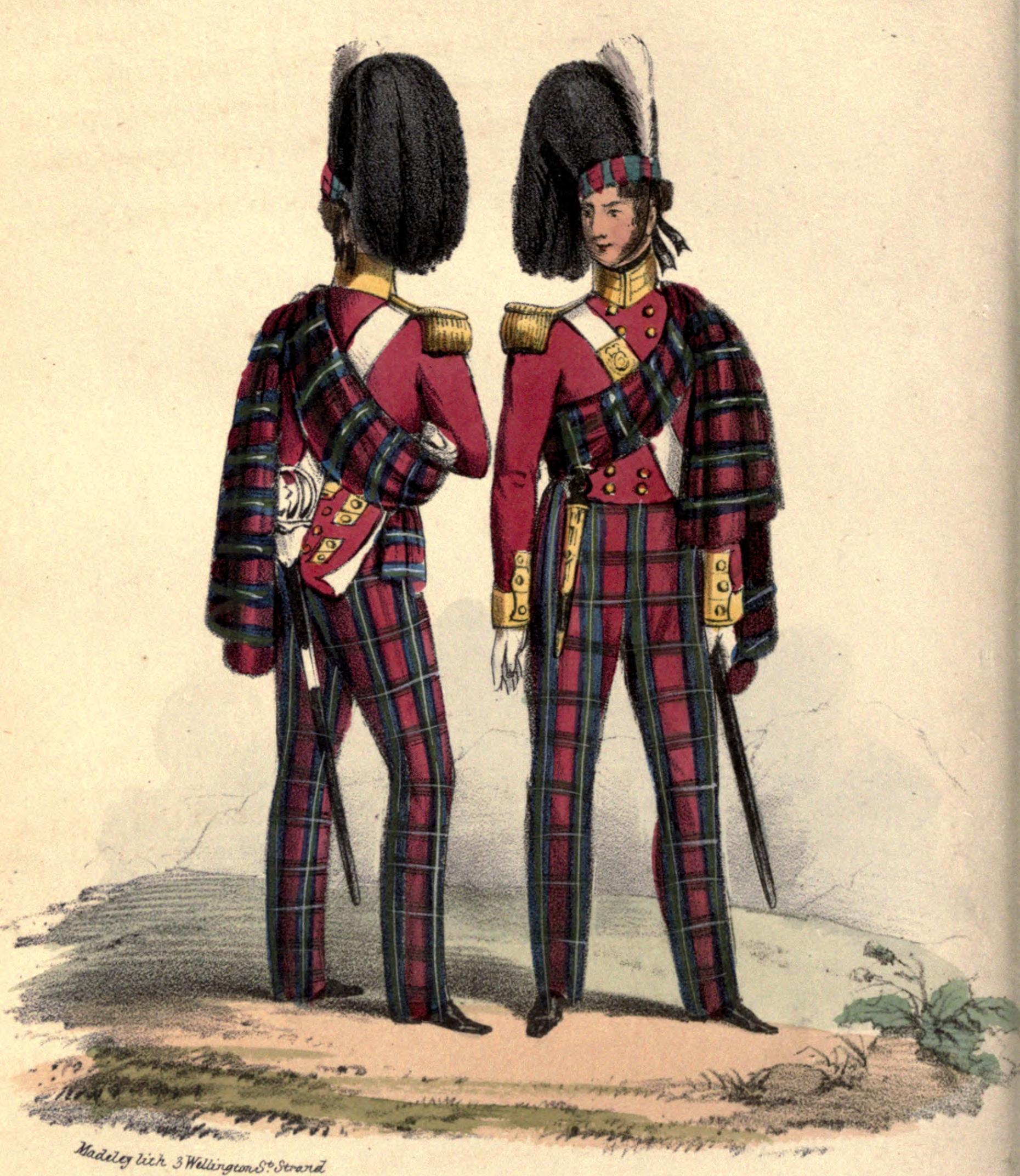
1845年の第72連隊兵士

#### 第78連隊
- 第78（ハイランド）歩兵連隊（78th (Highlanders) Regiment of Foot）(1793)
- 第78（ロスシャイア・バフス）歩兵連隊（78th (Ross-shire Buffs) Regiment of Foot）(1794)
- シーフォース・ハイランダーズへ統合。(1881)

七年戦争の間最初の”第78ハイランド連隊”が一時的に編成され、その後1778年に再編された第78連隊は第72連隊となった。

#### 第79連隊

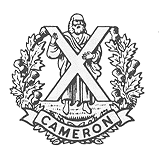
キャメロン・ハイランダーズの帽章

- 第79（キャメロニアン・ボランティアーズ）歩兵連隊（79th (Cameronian Volunteers) Regiment of Foot）(1793)
- 第79（キャメロニアン・ハイランダーズ）歩兵連隊（79th (Cameronian Highlanders) Regiment of Foot）(1804)
- 第79（クィーンズオウン・キャメロン・ハイランダーズ）歩兵連隊（79th (Queen's Own Cameron Highlanders) Regiment of Foot）(1873)
- クィーンズオウン・キャメロン・ハイランダーズ（Queen's Own Cameron Highlanders）(1881)
- クィーンズオウン・ハイランダーズへ統合。(1961)

1873にヴィクトリア女王から”クィーンズオウン”の称号及び王冠とアザミの記章が与えられ、制服の折り返しは当初の濃緑色からクィーンズ連隊のアクアブルーに変更された。王冠とアザミの記章はクィーンズオウン・ハイランダーズへ受け継がれた。
1940年5月のダンケルクの戦いにキルトを着用して参加し、戦場でキルトを着用した最後の部隊となった。

### ゴードンハイランダーズ(75,92)

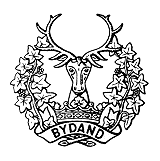
ゴードンハイランダーズの帽章

- 第75連隊と第92連隊が統合。ゴードンハイランダーズ（Gordon Highlanders）(1881)
- ハイランダーズへ統合。(1994)

#### 第75連隊
- 第75（ハイランド）歩兵連隊（75th (Highlanders) Regiment of Foot）(1787)
- 第75歩兵連隊（75th Regiment of Foot）(1809)
- 第75（スターリングシャイア）歩兵連隊（75th (Stirlingshire) Regiment of Foot）(1862)
- ゴードンハイランダーズへ統合。(1881)

#### 第92連隊

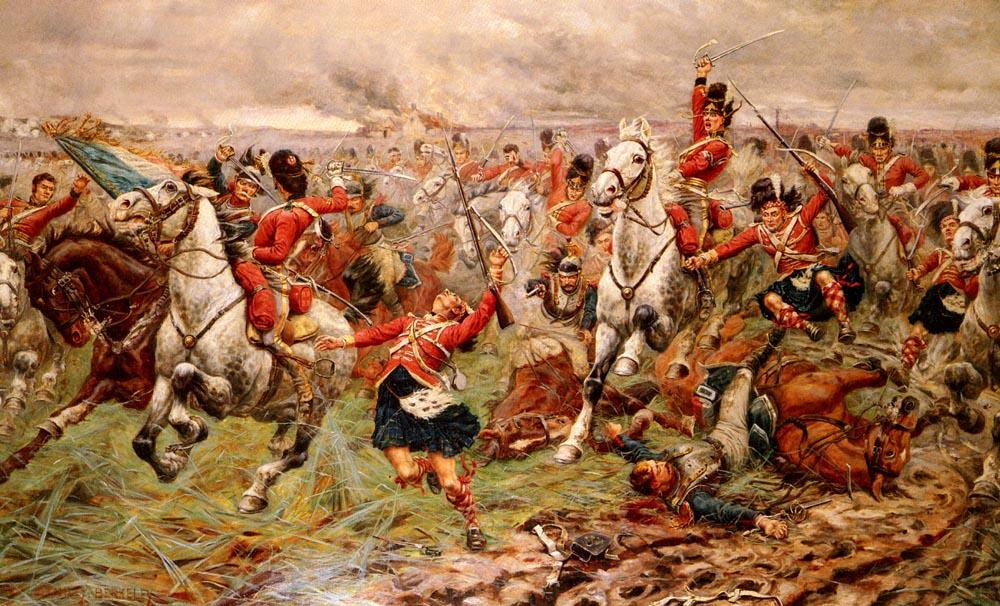
ワーテルローの戦いにて突撃するグレイ連隊とゴードン連隊 (スタンリー・バークリー(Stanley Berkeley)画"Gordons and Greys to the Front")

ジョージ・ゴードンと母ジェーン

- 第100（ゴードンハイランド）歩兵連隊（100th (Gordon Highland) Regiment of Foot）(1794)
- 第92（ハイランド）歩兵連隊（92nd (Highland) Regiment of Foot）(1798)
- 第92（ゴードンハイランダーズ）歩兵連隊（92nd (Gordon Highlanders) Regiment of Foot）(1861)
- ゴードンハイランダーズへ統合。(1881)

ハントリー侯爵（後に第5代ゴードン公爵）ジョージ・ゴードンが創設した。この時、ジョージの母第4代公爵夫人ジェーンは、新兵を集めるために、応募者へ支払う日当の硬貨（en:King's shilling）に口づけをしてから手渡したという逸話がある。ジェーンはローランドに生まれてハイランド貴族のゴードン家へ嫁いだ社交界の名士で、タータンやキルトといったハイランド文化を宮廷に広めた人物として知られている。
連隊のタータンは、前年にゴードン氏族（クラン）のクランタータンとして定められた、ブラックウォッチタータンに黄色のオーバーチェック（細線）を加えた”ゴードンタータン”で、”ゴードンハイランダーズ”に統合された後も使われた。
当初は”第100”だったが、以前の第92連隊が廃止されたため、”第92”となった。
カトル・ブラの戦いでは連隊長が戦死したが、翌々日のワーテルローの戦いでは同じスコットランドの竜騎兵グレイ連隊(当時の正式名称は第2竜騎兵連隊で”グレイズ（Greys）”は通称だったが、後にロイヤル・スコッツ・グレイズ(Royal Scots Greys)が正式名称となる)と共に”Scotland Forever!”（スコットランドよ永遠なれ！）と叫びながら突撃し、グレイ連隊がフランス第45連隊の連隊旗を奪取した。この喚声は女性の戦争画家として有名なレイディ・バトラー(Lady Butler)の作品”Scotland Forever!”の題名にもなっている。
グレイ連隊は、イギリス重騎兵が大きな戦果を挙げた戦いの殆どに参加している精強部隊で、現在はロイヤル・スコッツ近衛竜騎兵(The Royal Scots Dragoon Guards (Carabiniers and Greys))に統合されている。このことを記念して、ナポレオン軍の軍旗の旗頭に付いていた鷲と”Waterloo”の文字がロイヤル・スコッチ・グレイの記章となり、ロイヤル・スコッツ近衛竜騎兵連隊の帽章に受け継がれている。

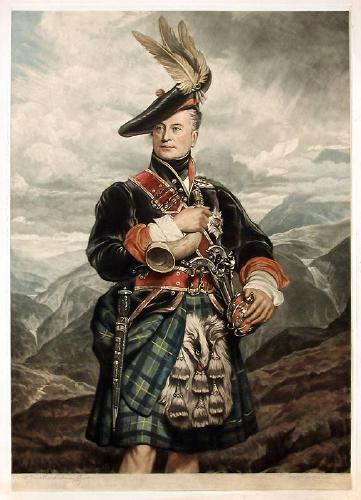
第5代ゴードン公爵ジョージ・ゴードン
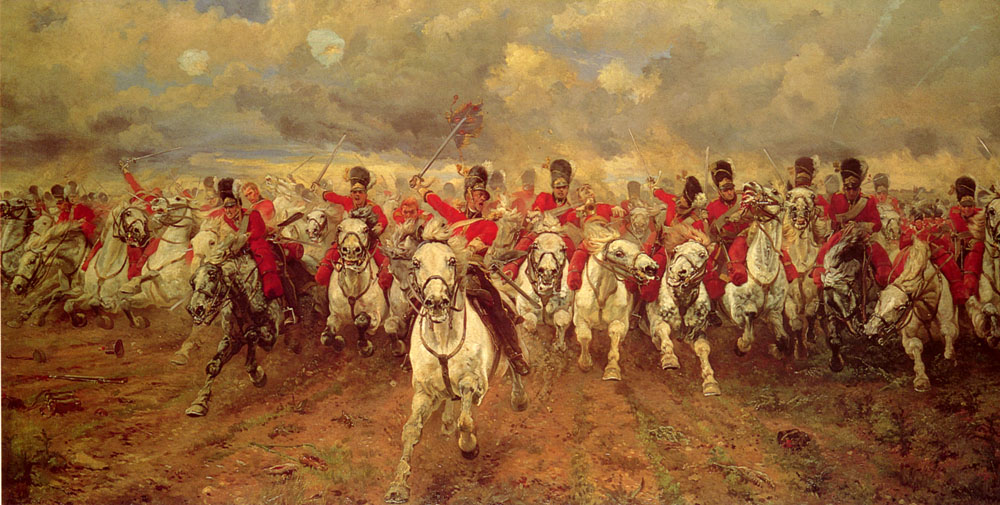
レイディ・バトラー(Lady Butler)画”Scotland Forever!”
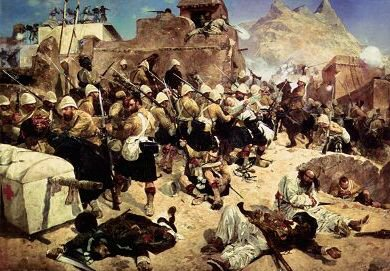
第二次アフガン戦争カンダハールの戦い(Battle of Kandahar)の第92連隊
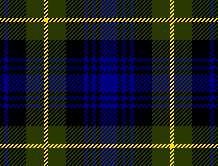
ゴードンタータン

### アーガイル・アンド・サザーランド・ハイランダーズ(91,93)
- 第91連隊と第93連隊が統合。プリンセス・ルイーゼス・サザーランド・アンド・アーガイル・ハイランダーズ(Princess Louise's Sutherland and Argyll Highlanders) (1881)
- プリンセス・ルイーゼス・アーガイル・アンド・サザーランド・ハイランダーズ(Princess Louise's Argyll and Sutherland Highlanders) (1882)
- アーガイル・アンド・サザーランド・ハイランダーズ（プリンセス・ルイーゼス）(Argyll and Sutherland Highlanders(Princess Louise's))(1920)
- ロイヤル・スコットランド連隊へ統合。第5大隊。(2006)

#### 第91連隊
- 第98アーガイルシャー・ハイランダーズ連隊（98th Argyllshire Highlanders Regiment）(1794)
- 第91アーガイルシャー・ハイランダーズ連隊（91st Argyllshire Highlanders Regiment）(1798)
- 第91歩兵連隊（91st Regiment of Foot）(1809)
- 第91（又はアーガイルシャー）歩兵連隊（91st (or Argyllshire) Regiment of Foot）(1820)
- 第91（アーガイルシャー）ハイランダーズ（91st (Argyllshire) Highlanders）(1863)
- 第91（プリンセス・ルイーゼス・アーガイルシャー）ハイランダーズ（91st (Princess Louise's Argyllshire) Highlanders）(1872)
- アーガイル・アンド・サザーランド・ハイランダーズへ統合。(1881)

創立時は”第98”だったが、以前からあった第91連隊が廃止されたため、”第91”へ変更された。

#### 第93連隊

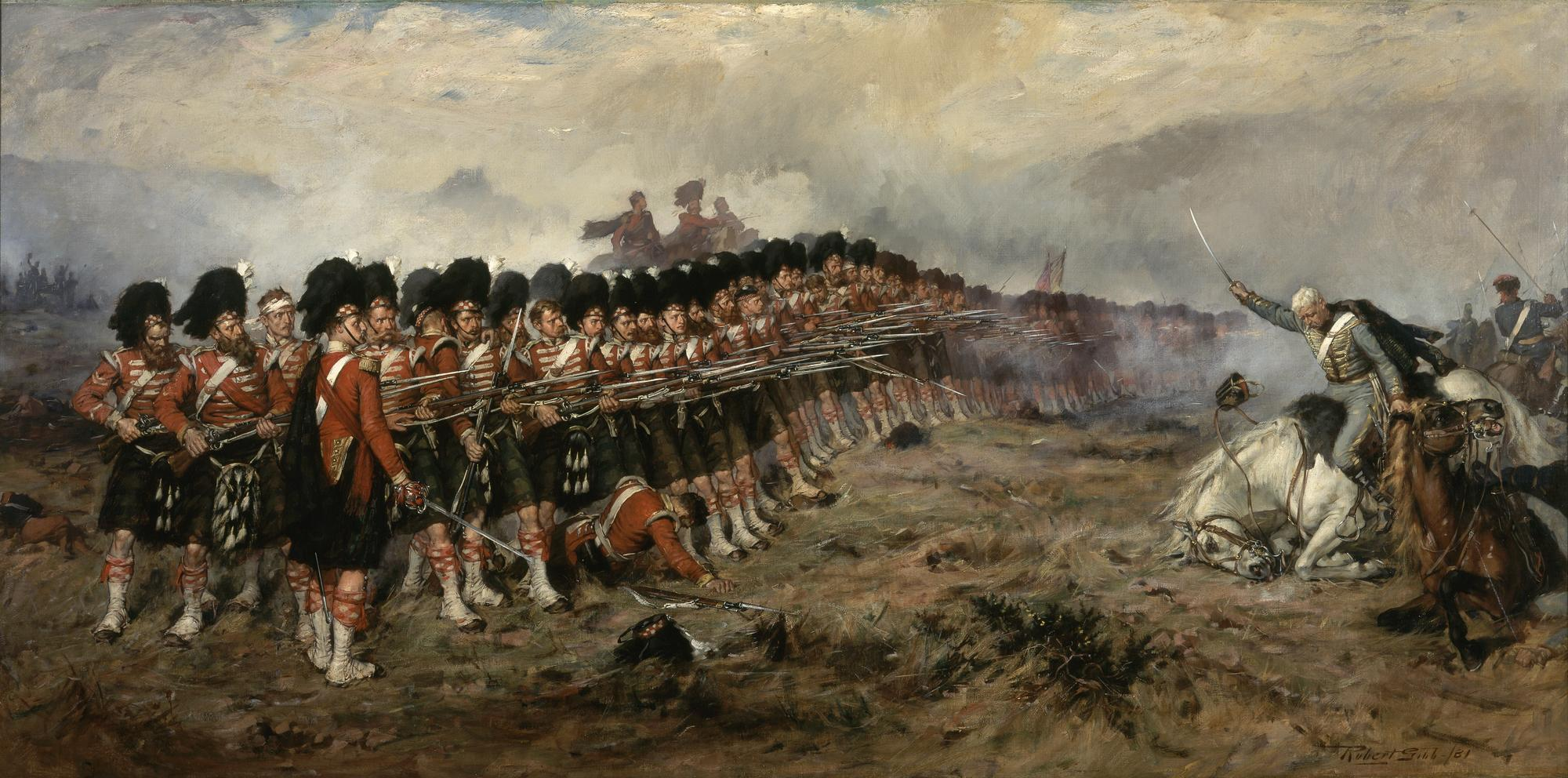
第93歩兵連隊のシン・レッド・ライン

- 第93歩兵連隊（93rd Regiment of Foot）又は第93ハイランダーズ（93rd Highlanders)(1799又は1800)
- 第93（サザーランド・ハイランダーズ）歩兵連隊（93rd (Sutherland Highlanders) Regiment of Foot）(1861)
- 第93歩兵連隊(1809)
- アーガイル・アンド・サザーランド・ハイランダーズへ統合。(1881)

クリミア戦争のバラクラヴァの戦いに於て、初代クライド男爵・コリン・キャンベル（Colin Campbell, 1st Baron Clyde）麾下の第93連隊550人は、トルコ軍が潰走したためにロシア軍の進路上に孤立した。しかし、同連隊は2列横隊でロシア軍騎兵2500人の攻撃を防ぎ、退散させた。この防衛線はシン・レッド・ライン(The Thin Red Line)と呼ばれ、後世に語り継がれている。

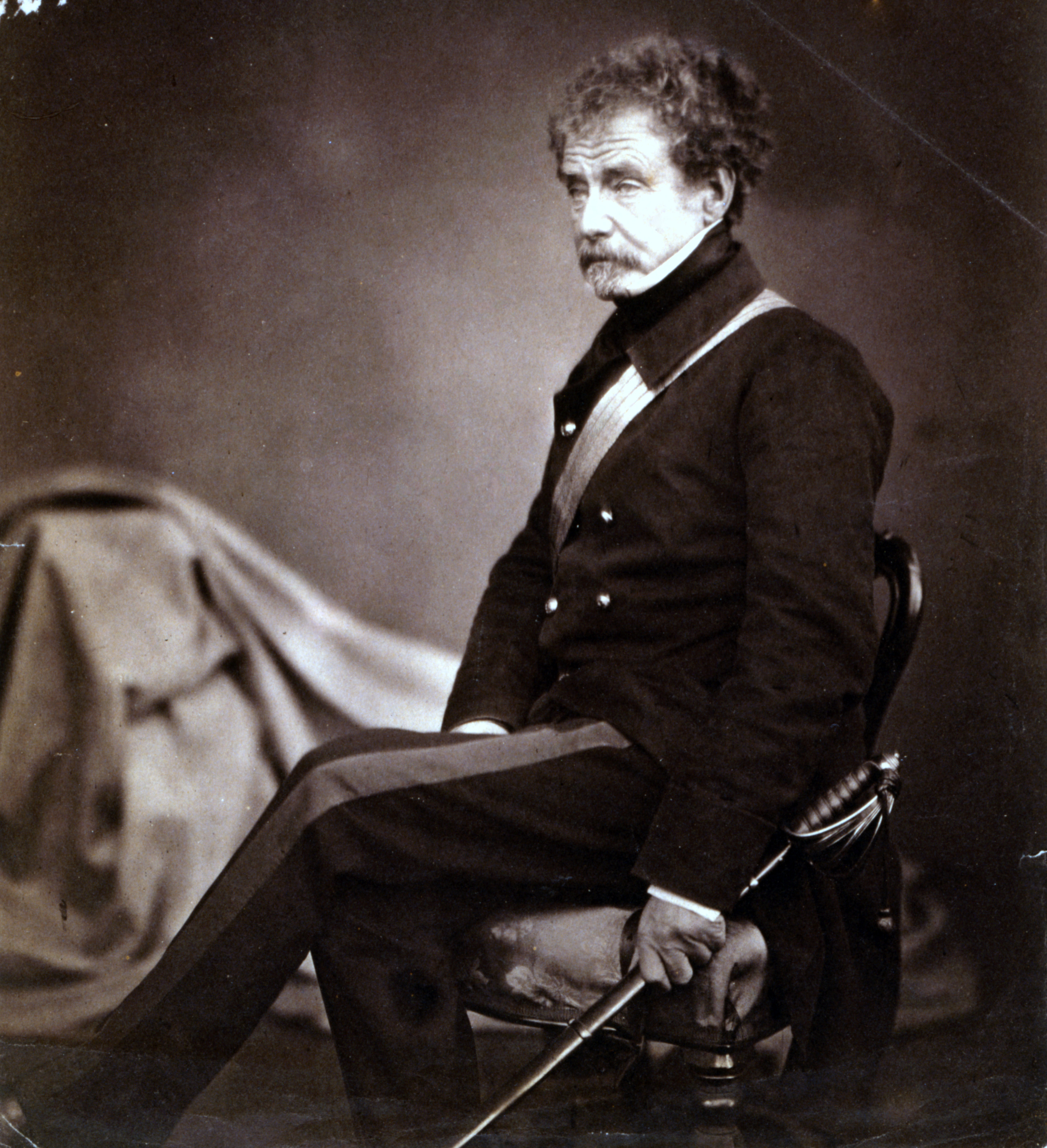
クリミア戦争時のハイランド旅団（Highland Brigade）長コリン・キャンベル

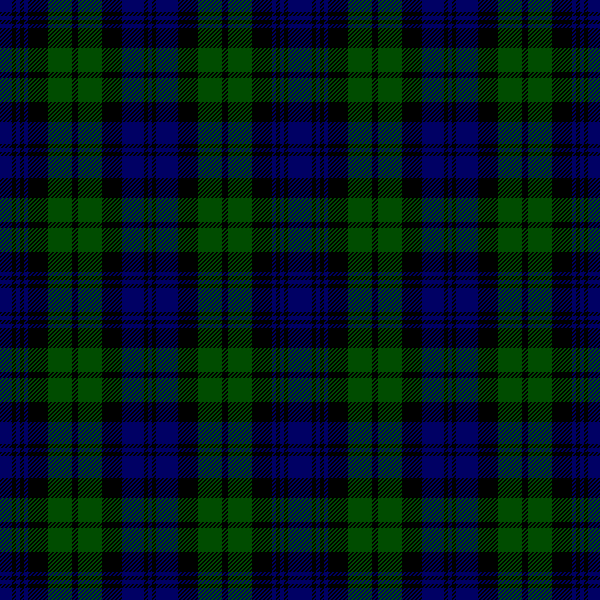
ブラックウォッチタータン

連隊のブラックウォッチタータンはブラックウォッチ連隊のものと同じ柄だがチェックのサイズが異なる。アーガイル・アンド・サザーランド・ハイランダーズへ統合された後は同連隊でも使われ、1970年以降の国防省規格では、ブラックウォッチ連隊のものには”Govt 1 Tartan”、アーガイル・アンド・サザーランド・ハイランダーズのものには”Govt 1A Tartan”の呼称が与えられた。チェックのサイズはGovt 1 Tartanが27.5センチ、Govt 1A Tartanは34.5センチと規定されている。
そして、ロイヤル・スコットランド連隊が発足した際には、”Govt 1A Tartan”が連隊のタータンに採用された。